# انقلاب کرامت
انقلاب کرامت (اوکراینی: Революція гідності)، انقلاب میدان یا انقلاب ۲۰۱۴ اوکراین، در فوریه ۲۰۱۴ در اوکراین رخ داد و پایان‌بخش اعتراضات یورومیدان بود. این انقلاب با درگیری‌های مرگبار بین معترضان و نیروهای امنیتی در کی‌یف پایتخت اوکراین و در ادامه با برکناری رئیس‌جمهور ویکتور یانوکوویچ و بازگشت قانون اساسی ۲۰۰۴ به اوج خود رسید. همچنین منجر به آغاز جنگ روسیه و اوکراین شد.
در نوامبر ۲۰۱۳، موجی از اعتراضات در مقیاس بزرگ (معروف به یورومیدان) در واکنش به تصمیم ناگهانی رئیس‌جمهور یانوکوویچ مبنی بر عدم امضای توافقنامه همکاری و تجارت آزاد با اتحادیه اروپا، در عوض روابط نزدیک‌تر با روسیه و اتحادیه اقتصادی اوراسیا به راه افتاد. در فوریه ۲۰۱۴ پارلمان اوکراین با اکثریت قاطع آرا به امضای توافقنامه با اتحادیه اروپا رای داده بود. روسیه بر اوکراین فشار آورد تا این توافق به امضا نرسد. این اعتراضات ماه‌ها ادامه یافت و معترضان به مرور خواستار استعفای یانوکوویچ و دولت آزارف شدند. معترضان با آنچه به عنوان فساد گسترده دولتی و سوء استفاده از قدرت، نفوذ الیگارش‌ها، خشونت پلیس، و نقض حقوق بشر در اوکراین می‌دیدند، به مخالفت برخاستند. قوانین سرکوبگرانه ضد معترضان باعث برانگیختن خشم بیشتری شد. معترضان در طول «قیام میدان» در میدان استقلال واقع در مرکز کی‌یف یک اردوگاه اعتراضی بزرگ و سنگربندی شده ایجاد کردند.
در ژانویه و فوریه ۲۰۱۴، درگیری بین معترضان و پلیس ضد شورش ویژه برکوت منجر به کشته شدن ۱۰۸ معترض و ۱۳ افسر پلیس و مجروح شدن بسیاری دیگر شد. شدیدترین درگیری‌ها بین معترضان پلیس در خیابان هروشفسکی در ۱۹ تا ۲۲ ژانویه رخ داد و نخستین تلفات اعتراضات از این منطقه مخابره شد. به دنبال آن معترضان ساختمان‌های دولتی را در سراسر کشور اشغال کردند در نهایت دولت آزارف استعفا داد. مرگبارترین درگیری‌ها در ۱۸ و ۲۰ فوریه رخ داد که شدیدترین خشونت‌ها از زمان استقلال اوکراین از شوروی توصیف شد. هزاران معترض با رهبری کنشگران و با سپر و کلاه ایمنی به سمت پارلمان پیشروی کردند که توسط تک تیراندازان پلیس مورد هدف قرار گرفتند. در ۲۱ فوریه، توافقنامه‌ای بین رئیس‌جمهور یانوکوویچ و رهبران اپوزیسیون پارلمانی امضا شد که در آن به تشکیل دولت وحدت ملی موقت، اصلاح قانون اساسی و انتخابات زودهنگام اشاره شده بود. روز بعد، پلیس از مرکز کی‌یف که بیشتر آن تحت کنترل معترضان قرار داشت، عقب‌نشینی کرد. یانوکوویچ همان شب از کی‌یف فرار کرد. در ۲۲ فوریه، رادا (پارلمان اوکراین) با ۳۲۸ رای موافق در برابر ۰ رای مخالف (از مجموع ۴۵۰ نماینده رادا) به برکناری یانوکوویچ از سمت ریاست جمهوری رای داد. (۷۲٫۸٪ از اعضای پارلمان).
یانوکوویچ گفت که این رای‌گیری غیرقانونی و احتمالاً تحت اجبار گرفته شده است و از فدراسیون روسیه درخواست کمک کرد. اعتراضات گسترده‌ای از جانب طرفداران روسیه علیه انقلاب، در مناطق شرقی و جنوبی اوکراین سازماندهی شد. روسیه کریمه را اشغال و سپس به خاک خود الحاق کرد در همین حال جدایی‌طلبان مسلح طرافدار روسیه ساختمان‌های دولتی در دونتسک و لوهانسک را اشغال و اعلام استقلال کردند. این اتفاقات منجر به آغاز جنگ دونباس شد. دولت موقت به رهبری آرسنی یاتسنیوک توافقنامه همکاری با اتحادیه اروپا را امضاء کرد و برکوت را منحل کرد. پترو پوروشنکو پس از پیروزی در انتخابات ریاست جمهوری ۲۰۱۴ (۵۴٫۷ درصد از آرا در دور اول) رئیس‌جمهور شد. دولت جدید اصلاحات سال ۲۰۰۴ در قانون اساسی اوکراین را که در سال ۲۰۱۰ با عنوان تضاد با قانون اساسی لغو شده بود، احیا کرد و به پاکسازی گسترده ادارات دولتی از کارمندانی که طرفدار حکومت قبلی بودند، پرداخت. همچنین یک برنامه کمونیسم زدایی (decommunization) گسترده در سراسر کشور آغاز شد.

## پیش‌زمینه
دولت‌های مختلفی که در دهه ۲۰۰۰ در اوکراین بر سر کار بودند به دنبال روابط نزدیک تر با اتحادیه اروپا (EU) بودند. دولت ویکتور یانوکوویچ از سال ۲۰۱۲ در حال مذاکره برای امضای توافقنامه همکاری با اتحادیه اروپا بود. چنین توافق تجاری جامعی با اتحادیه اروپا می‌توانست بر توافقات تجاری اوکراین با روسیه که در آن زمان بزرگ‌ترین شریک تجاری اوکراین بود تأثیر بگذارد. یانوکوویچ معتقد بود که می‌تواند به این مشکلات رسیدگی کند و گفت که قصد امضای توافقنامه را دارد، اما هر بار آن را به تعویق می‌انداخت. این اقدام به عنوان تلاش برای عقب‌نشینی از امضای این توافقنامه تعبیر شد و به موجی از اعتراضات منجر شد که به جنبش «یورومیدان» معروف شد.

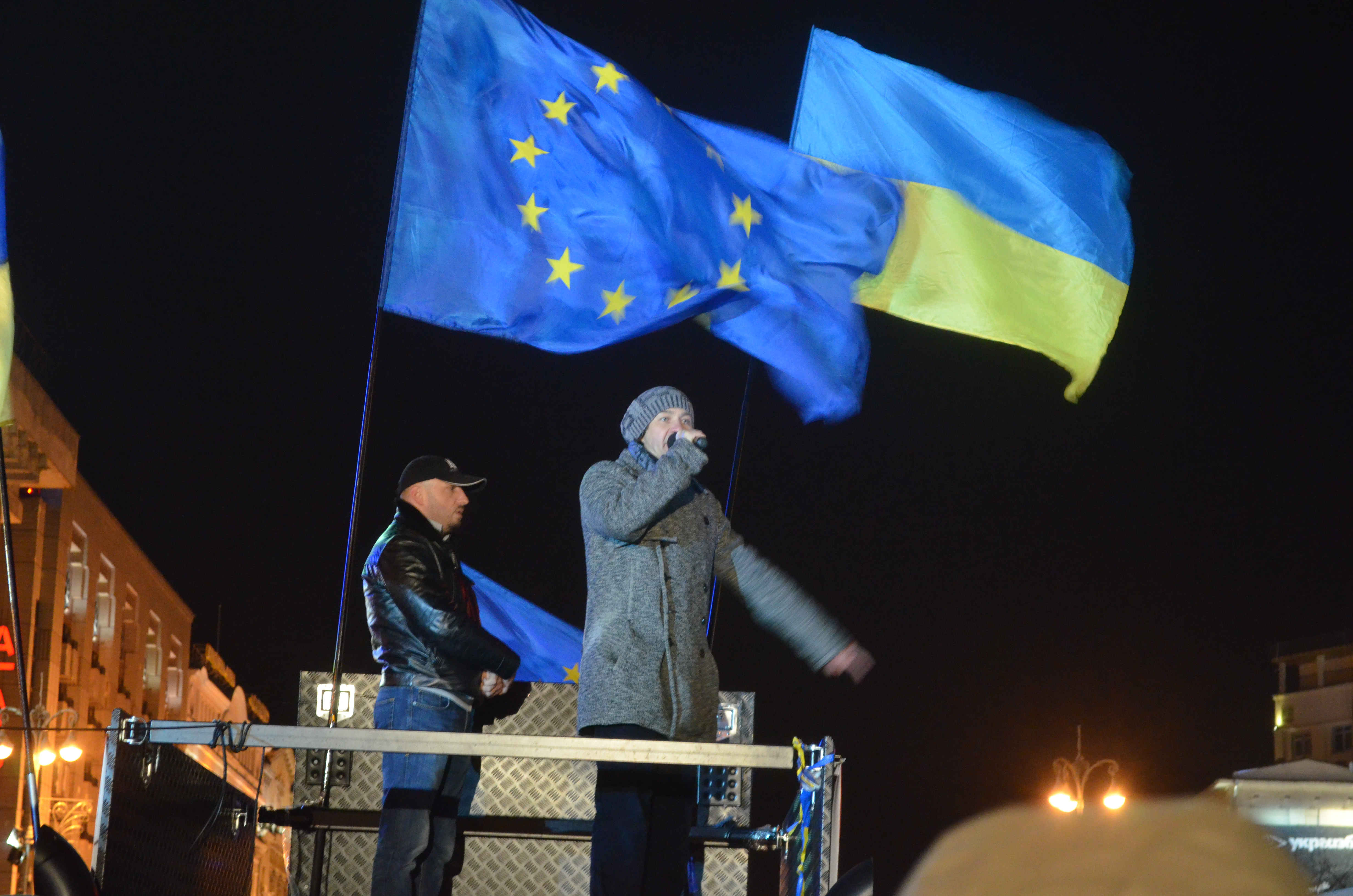
تظاهرات طرفداران اتحادیه اروپا موسوم به جنبش یورومیدان در کی‌یف، دسامبر ۲۰۱۳.

اعتراضات ابتدا در نوامبر ۲۰۱۳ و پس از آن آغاز شد که ویکتور یانوکوویچ، در جریان نشست شراکت شرقی در ویلنیوس از امضای توافقنامه همکاری سیاسی و تجارت آزاد با اتحادیه اروپا امتناع کرد و در عوض آن روابط نزدیک تر با روسیه را انتخاب کرد. نخست‌وزیر میکولا آزارف، ۲۰ میلیارد یورو (۲۷ میلیارد دلار) وام و کمک درخواست کرده بود. اتحادیه اروپا حاضر بود ۶۱۰ میلیون یورو (۸۳۸ میلیون دلار) وام ارائه دهد، اما از آن‌سو روسیه حاضر بود ۱۵ میلیارد دلار وام و همچنین گاز ارزان‌تر به اوکراین ارائه دهد. علاوه بر این، اتحادیه اروپا خواستار تغییرات عمده در مقررات و قوانین اوکراین شد، اما روسیه این درخواست را نکرد. روسیه همچنین فشار اقتصادی بر اوکراین اعمال کرد و یک کارزار تبلیغاتی علیه امضای توافقنامه با اتحادیه اروپا به راه انداخت.
یانوکوویچ به‌طور گسترده‌ای در غرب اوکراین منفور بود، اما در شرق و جنوب، جایی که مردم بیشتر به زبان روسی (زبان مادری یانوکوویچ نیز روسی بود) صحبت می‌کردند از حمایت‌های بیشتری برخوردار بود. این تظاهرات ابتدا مسالمت آمیز بود، اما در ژانویه ۲۰۱۴ و پس از تصویب قوانینی برای سرکوب اعتراضات توسط پارلمان که تحت سلطه طرفداران یانوکوویچ بود به خشونت کشیده شد. اتحادیه اروپا و ایالات متحده از یانوکوویچ خواستند تا برای خاتمه اعتراضات به صورت مسالمت آمیز مذاکره کند و گفتند در صورتی که مقامات دولتی مسئول خشونت شناخته شوند، تحریم‌هایی را علیه آنها اعمال خواهند کرد.
پیش از انقلاب فوریه، یک توافق عفو با معترضان امضا شد که طبق آن معترضینی که ساختمان‌های اشغال شده را ترک کنند از تعقیب قضایی در امان خواهند بود. معترضان تمام ساختمان‌های دولتی اشغال شده را تخلیه کردند. کنشگران مدنی از خیابان هروشفسکی که در آن با پلیس درگیر بودند خارج شدند. کنترل تالار شهر کی‌یف در ۱۶ فوریه به دولت بازگردانده شد. قرار بود تمام کسانی که قبلاً به دلیل شرکت در اعتراضات زندانی شده بودند، پس از ۱۷ فوریه آزاد شوند.
در ۱۴ فوریه، یانوکوویچ گفت: «می‌خواهم بگویم که من تحریک شده‌ام و من را تشویق می‌کنند که از روش‌ها و راه‌های مختلف برای حل و فصل اوضاع استفاده کنم، اما می‌خواهم بگویم نمی‌خواهم در جنگ باشم. نمی‌خواهم هیچ تصمیمی با استفاده از چنین روش‌های رادیکالی گرفته شود.» وی از همه سیاستمداران خواست که از رادیکالیسم خودداری کنند و درک کنند که «خطی وجود دارد که نباید از آن عبور کرد و این خط قانون است.»

## بررسی اجمالی

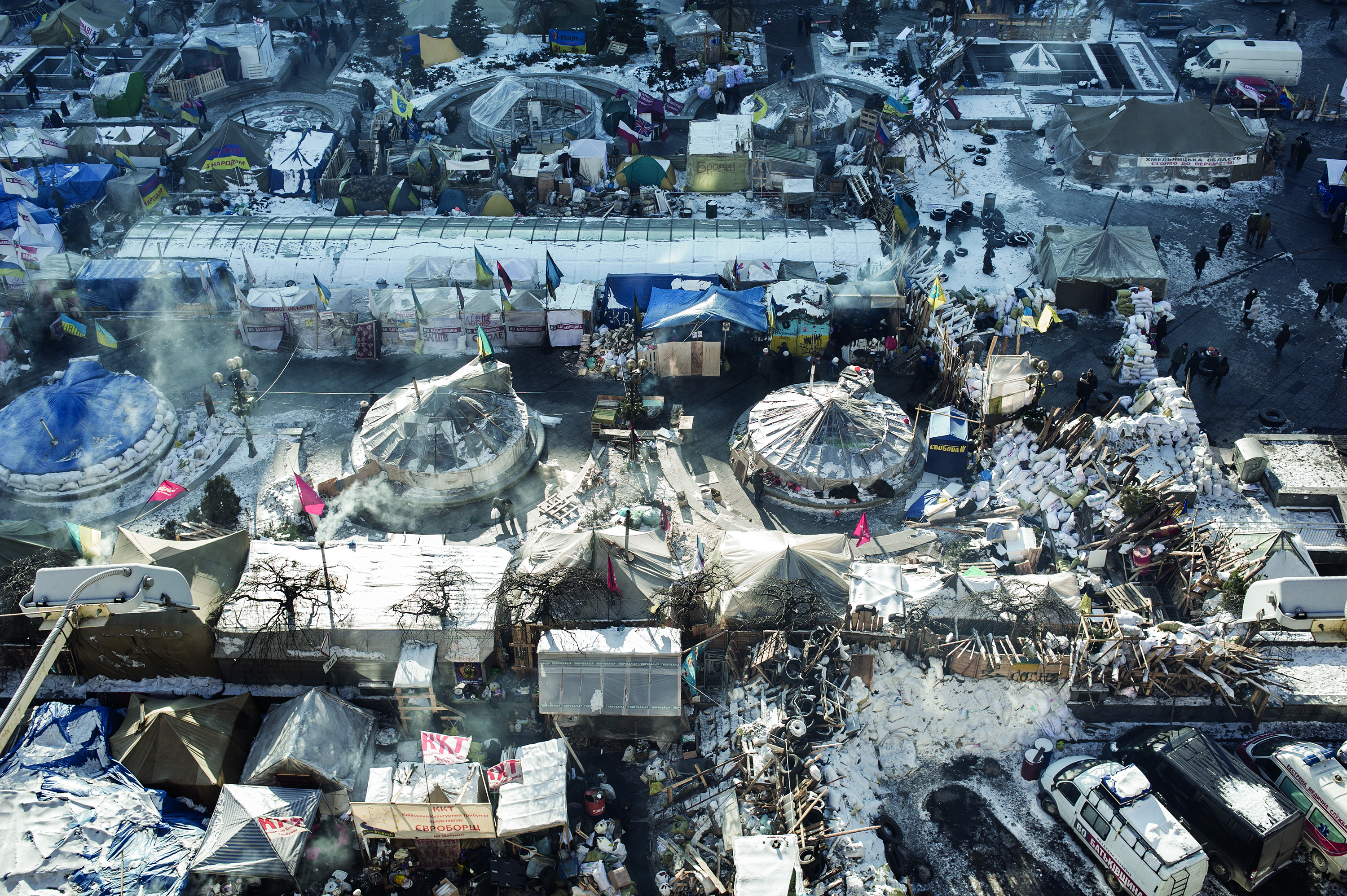
سراسر نمایی از تصرف مرکز کی‌یف توسط معترضان در اوایل فوریه ۲۰۱۴.

اعتراضات در شب ۲۱ نوامبر ۲۰۱۳ در میدان نزاله‌ژنوستی (میدان استقلال) شهر کی‌یف آغاز شد و تا اواسط فوریه ۲۰۱۴ ادامه داشت. این اعتراضات به دلیل تصمیم دولت اوکراین برای تعلیق امضای توافقنامه همکاری با اتحادیه اروپا (EU) آغاز شد.
دوره آرامش نسبی تظاهرات ضد دولتی در کی‌یف در ۱۸ فوریه ۲۰۱۴ با درگیری ناگهانی معترضان و پلیس پایان یافت. دست‌کم ۸۲ نفر از جمله ۱۳ پلیس طی چند روز آینده کشته شدند. بیش از ۱۱۰۰ نیز نفر مجروح شدند.

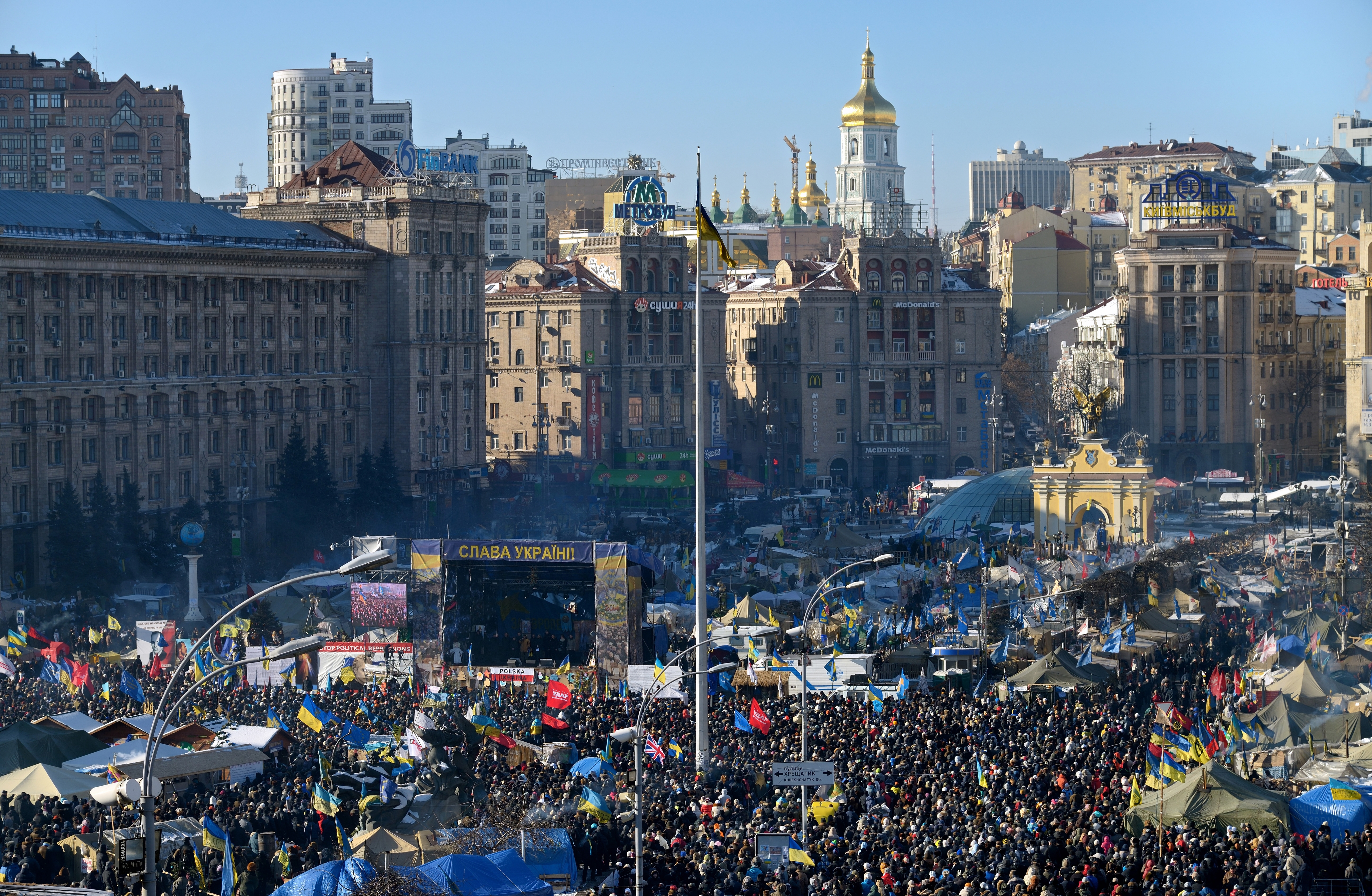
انبوه معترضان در جریان اعتراضات گسترده در میدان استقلال کی‌یف.

در ۱۸ فوریه، حدود ۲۰۰۰۰ معترض یورومیدان در حمایت از احیای تغییرات قانون اساسی ۲۰۰۴ اوکراین که مدت کوتاهی پس از انتخاب یانوکوویچ به عنوان رئیس‌جمهور در سال ۲۰۱۰ توسط دادگاه قانون اساسی اوکراین لغو شده بود، به سمت ورخونا رادا (پارلمان اوکراین) راهپیمایی کردند. پلیس راه آنها را مسدود کرد. درگیری به خشونت کشیده شد. بی‌بی‌سی به نقل از خبرنگاران گزارش داد که هر یک از طرفین دیگری را مقصر شروع درگیری می‌دانستند. پلیس ابتدا با گلوله‌های لاستیکی و سپس با گلوله‌های جنگی (از جمله سلاح‌های خودکار و تفنگ‌های تک تیرانداز) به معترضان شلیک کرد، و سپس در تلاش برای عقب راندن هزاران معترض از گاز اشک‌آور و بمب‌های صوتی استفاده کرد. معترضان با سلاح‌های ابتدایی (مانند سنگ و چماق‌های بزرگ)، سلاح‌های گرم و مواد منفجره دست‌ساز (کوکتل مولوتف) با پلیس مقابله کردند و به مقر حزب مناطق حمله کردند. پلیس به کمپ اصلی معترضان واقع در میدان نزاله‌ژنوستی حمله کرد و بخش‌هایی از میدان نزاله‌ژنوستی را تصرف کرد. ساختمان اتحادیه‌های کارگری که به عنوان مقر معترضان یورومیدان عمل می‌کرد، به آتش کشیده شد. مفسران سیاسی اظهار داشتند که اوکراین در آستانه یک جنگ داخلی است. برخی از مناطق، از جمله استان لویو، از نظر سیاسی خود را مستقل از دولت مرکزی اعلام کردند.

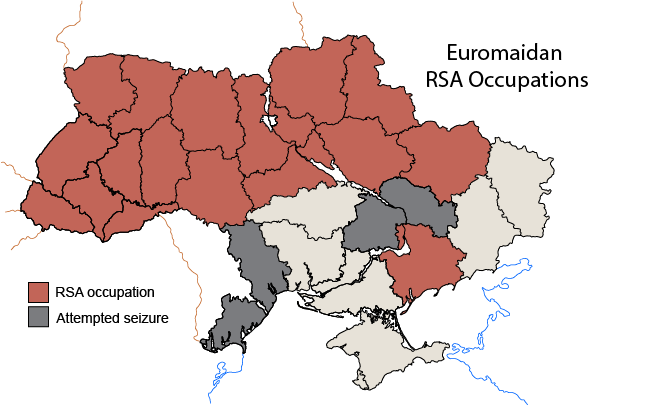
ساختمان‌های دولتی منطقه‌ای اشغال شده توسط معترضان یورومیدان در ۳ مارس ۲۰۱۴.

از ۱۸ فوریه، معترضان یورومیدان شروع به تصرف ساختمان‌های دولتی منطقه ای (RSA) در چندین استان (منطقه) کردند.
در ۱۹ فوریه، مقامات در کی‌یف پست‌های بازرسی پلیس ایجاد کردند و محدودیت‌هایی بر حمل و نقل عمومی وضع کردند و مدارس را تعطیل کردند که رسانه‌ها از این وضعیت به منزله اعلام وضعیت اضطراری یاد کردند.
در ۲۰ فوریه، وزیر امور داخلی ویتالی زاخارچنکو اعلام کرد که فرمانی را امضا کرده است که اجازه استفاده از گلوله جنگی علیه معترضان را می‌دهد. مرکز کی‌یف شاهد بدترین خشونت‌ها بود، در عرض ۴۸ ساعت حداقل ۷۷ نفر کشته شدند. در پاسخ، رئیس پارلمان اوکراین، ولودیمیر ریباک، روز بعد اعلام کرد که فرمان پارلمانی را امضا کرده است که توسل به زور را محکوم کرده و از همه نهادها (وزارت امور داخلی، کابینه وزیران و غیره) خواسته است تا فوراً تمام اقدامات نظامی علیه معترضان را متوقف کنند. پارلمان همچنین زاخارچنکو را از مقامش تعلیق کرد.
رئیس‌جمهور یانوکوویچ توافق‌نامه‌ای با رهبران مخالف دولت امضا کرد. یانوکوویچ وعده تغییر در قانون اساسی برای بازگرداندن برخی اختیارات به پارلمان را داد و قول برگزاری انتخابات زودهنگام تا دسامبر را نیز داد.
با وجود توافق، هزاران معترض در مرکز کی‌یف باقی ماندند و توانستند کنترل کامل منطقه دولتی شهر کی‌یف را به دست بگیرند از جمله آنها می‌توان به تصرف ساختمان پارلمان، دفتر ریاست جمهوری، کابینه و وزارت کشور اشاره نمود. در ۲۱ فوریه، لایحه ای برای برکناری یانوکوویچ به پارلمان ارائه شد. در همان روز یانوکوویچ به خارکوف رفت.
در ۲۲ فوریه، گزارش شد که معترضان کنترل کی‌یف را در دست گرفته و یانوکوویچ به شرق اوکراین گریخته است. پارلمان با ۳۲۸ رای موافق به برکناری یانوکوویچ از مقام ریاست جمهوری رای مثبت داد و از برنامه‌ریزی برای برگزاری انتخابات ریاست جمهوری در ۲۵ می خبر داد.
در ۲۳ فوریه، رئیس پارلمان اوکراین، اولکساندر تورچینوف (تورچینوف پس از استعفای ریباک در ۲۲ فوریه به ریاست پارلمان رسیده بود) با رای پارلمان به عنوان رئیس‌جمهور موقت منصوب شد. در ۲۴ فوریه حکم بازداشت یانوکوویچ توسط دولت جدید صادر شد. طی چند روز آینده، سیاستمداران و فعالان ناسیونالیست روسی اعتراضاتی را در کریمه سازماندهی کردند و از روسیه خواستند به دفاع از این منطقه در برابر پیشروی «فاشیست‌های» اوکراینی کمک کند.

## گاهشمار

### ۱۸ فوریه
در ساعت ۱۶:۰۰ این روز فعالیت متروی کی‌یف به دلیل تهدید تروریستی متوقف شد.

#### درگیری‌های اولیه (مارینسکی و لیپکی)

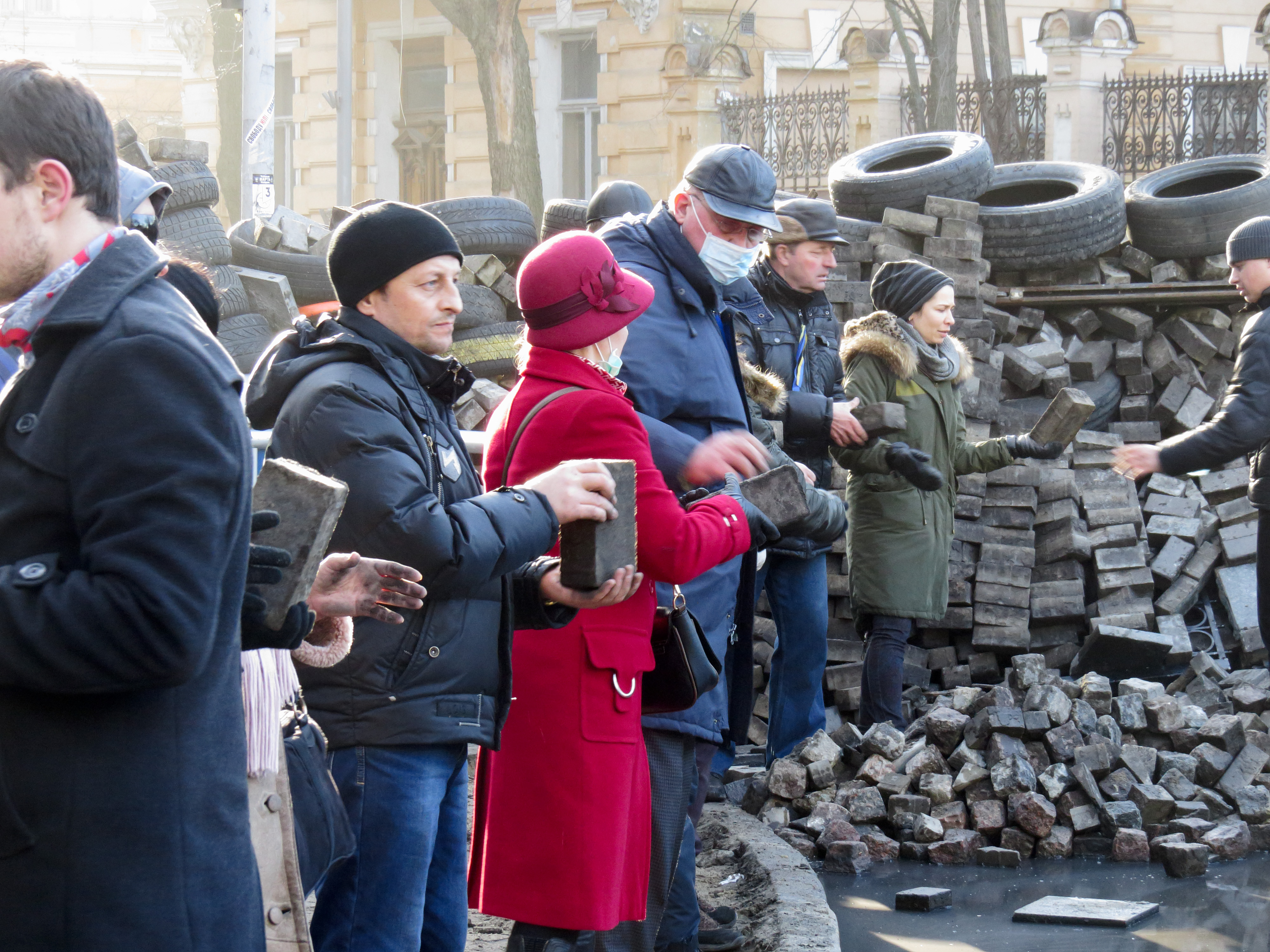
معترضان در حال ساختن سنگر

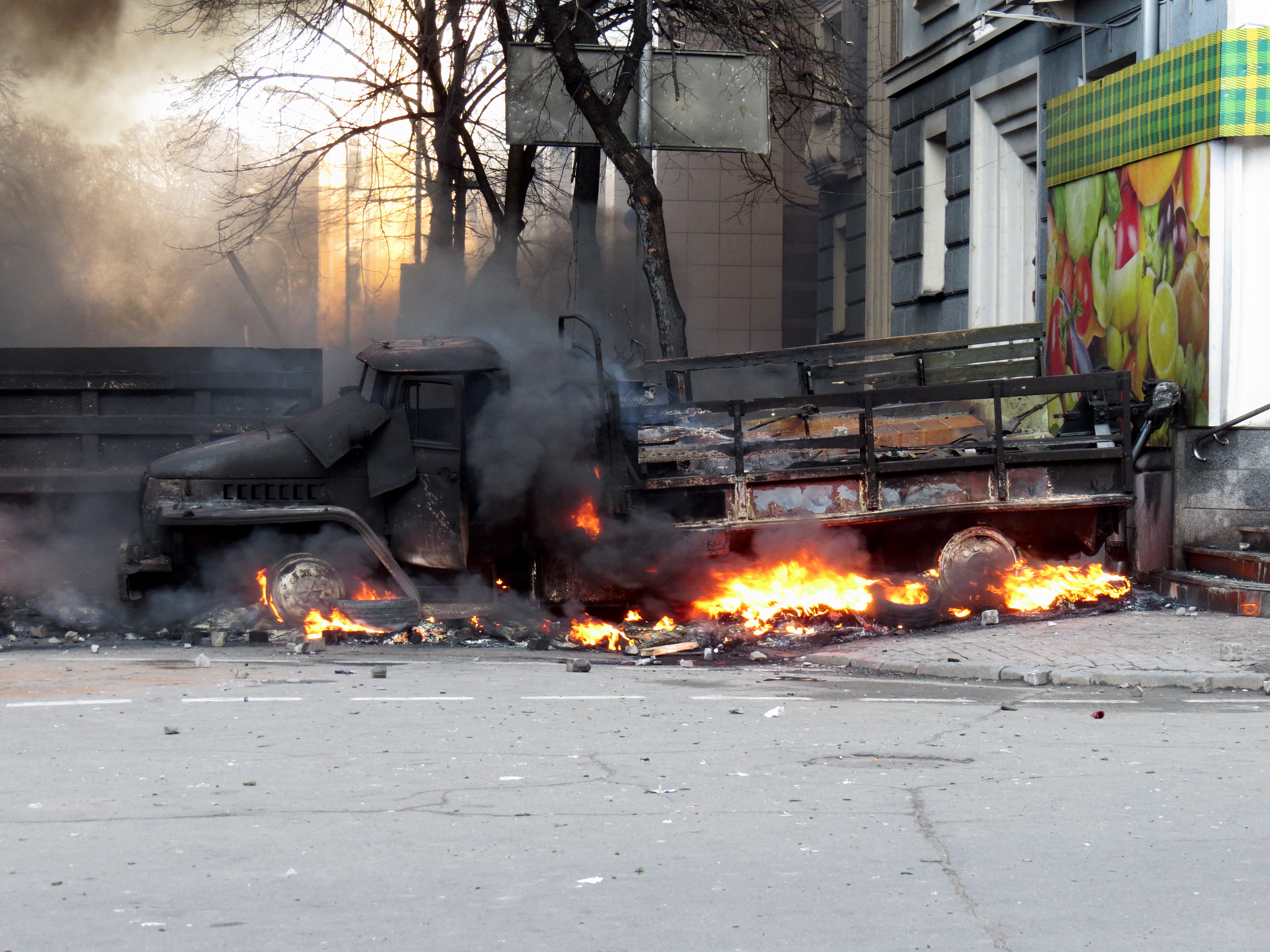
کامیون‌هایی که نیروها را حمل می‌کردند در مرکز شهر کی‌یف می‌سوزند، ۱۸ فوریه ۲۰۱۴

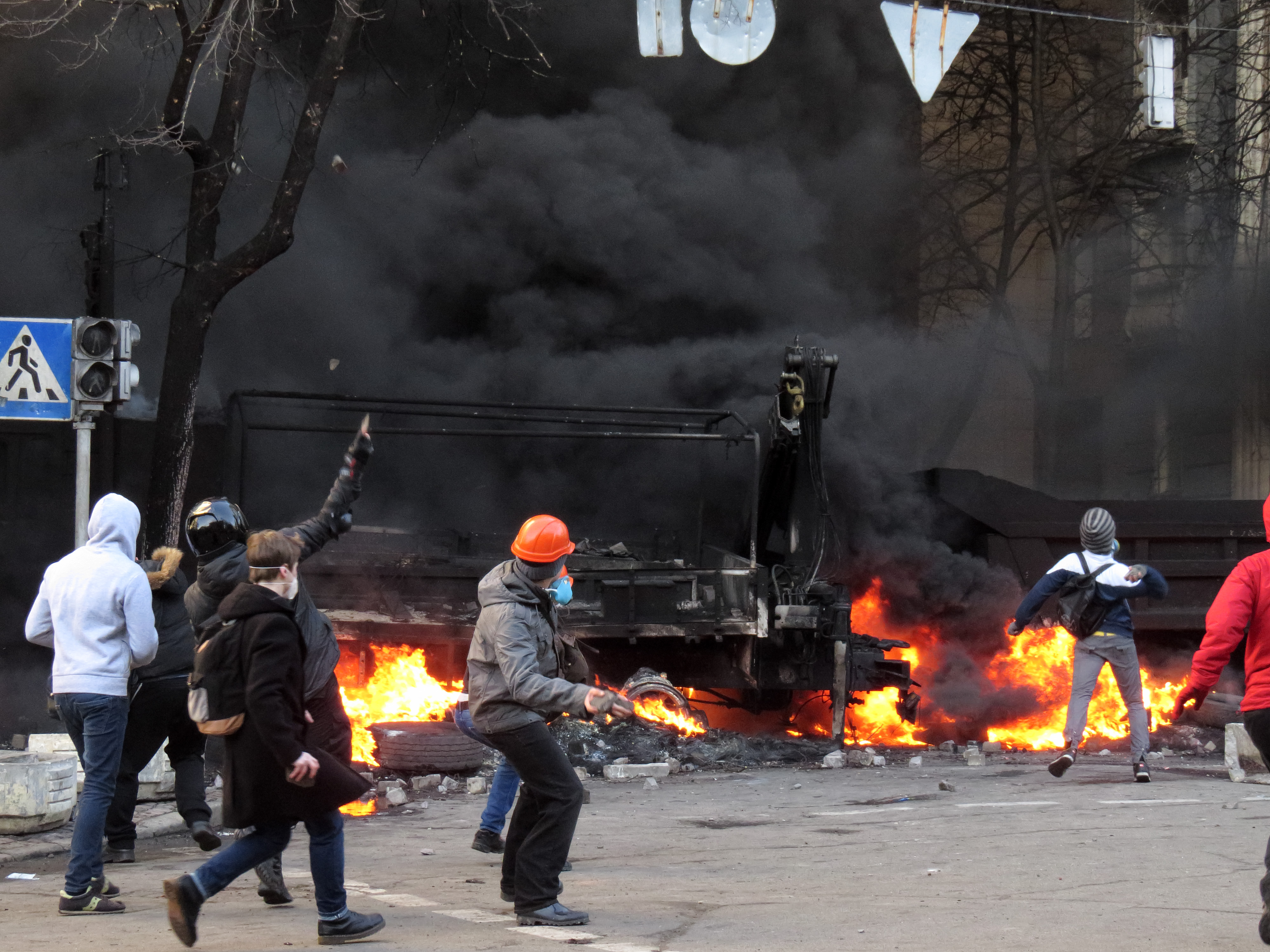
معترضان در حال پرتاب آجر و کوکتل مولوتف به سمت افسران پلیس از پشت سنگر در حال سوختن

شب قبل از درگیری، جنبش رایت سکتور (بخش راست) از همه اعضای خود خواست تا خودشان را برای «حمله صلح» در ۱۸ فوریه آماده کنند. همچنین اتحادیه مردمی میدان از همه شهروندان نگران خواست تا در «حمله صلح» که اتحادیه‌های دانشجویی نیز به آن خواهند پیوست، شرکت کنند. اتحادیه میدان اعلام کرد ساعت ۸:۳۰ صبح روز ۱۸ فوریه معترضان به سمت مجلس راهپیمایی خواهند کرد.
صبح آن روز، حدود ۲۰۰۰۰ معترض به سمت ساختمان پارلمان راهپیمایی کردند، این نهاد قرار بود خواسته‌های مخالفان را برای قانون اساسی و دولت جدید بررسی کند. حوالی ساعت ۰۹:۴۵، معترضان از سد چند کامیون حمل و نقل پرسنل پلیس در نزدیکی ساختمان باشگاه مرکزی افسران عبور کردند و صفوف پلیس را درهم شکستند و آنها را به کناری زدند. درگیری‌ها پس از آن آغاز شد که حدود ۲۲ معترض یک خودروی پلیس را که مسیر آنها را به سمت پارلمان مسدود کرده بود، حرکت دادند. در ساعت ۱۰:۰۰، لسیا اوروبتس (نماینده حزب مهین)، یکی از اعضای پارلمان، گزارش داد که پلیس مسلح به تفنگ‌های ساچمه‌ای فورت-۵۰۰ تی شروع به حمله با بمب صوتی و شوکر در خیابان شوکوویچنا و خیابان لیپسکا کرده است.
هنگامی که معترضان در ساعت ۱۰:۰۸ به ساختمان مجلس نزدیک شدند با مقاومت دیگری از جانب افسران پلیس مواجه شدند. گزارش‌ها حاکی از افزایش تعداد معترضان به ۵۰۰۰۰ نفر بود. بر اساس گزارش‌ها در ساعت ۱۰:۱۸، هنگامی که مردم شروع به تخریب سنگفرش خیابان کردند، صدای انفجار و دود در خیابان اینسته توتسکا مشاهده شد. معترضان شروع به پرتاب بلوک‌های سنگ‌فرش کنار خیابان به سمت پلیس کردند، در حالی که افسران با سپر از خود دفاع می‌کردند سعی کردند با استفاده از بمب صوتی جمعیت را تحت کنترل خود درآورند. معترضانی که در نزدیکی ستون‌های استادیوم دینامو والری لوبانوفسکی سنگر گرفته بودند شروع به آتش زدن لاستیک‌ها کردند. حدود ساعت ۱۰:۳۰، پارلمان قرار بود در مورد بازگرداندن قانون اساسی ۲۰۰۴ رای‌گیری کند. با این حال، این اتفاق نیفتاد زیرا رئیس پارلمان این لایحه را ثبت نکرده بود.
در ساعت ۱۰:۳۳، درگیری خیابانی بین معترضان و پلیس به خیابان شوکوویچنا کشیده شد. معترضان در پارک مارینسکی شروع به تکان دادن اسکناس‌های ۲۰۰ گریونایی در مقابل برخی از نیروهای پلیس کردند - بدین معنا که آنها مزدور هستند. یک کنشگر به نام اولکساندر آرونتس گزارش داد که تک تیراندازها غیرنظامیان را هدف قرار می‌دهند. تا ساعت ۱۱:۰۰ تعداد زیادی از معترضان زخمی شدند. معترضان اقدام به پرتاب کوکتل مولوتف کردند، در خیابان شوکوویچنا، تعدادی از کامیون‌های جمع‌آوری زباله که خیابان را مسدود کرده بودند به آتش کشیده شد.

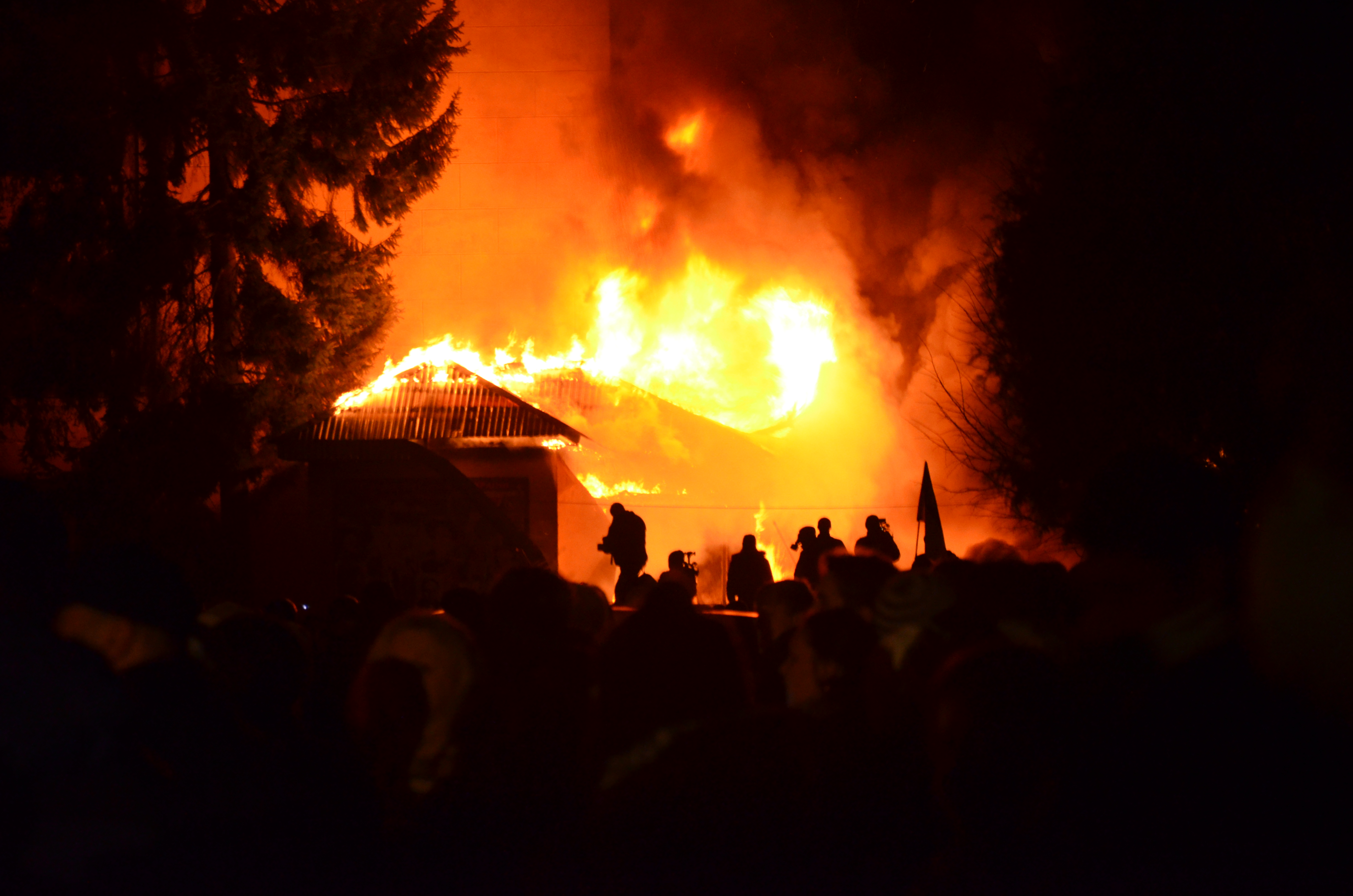
سنگر در حال سوختن در خارج از مقر نیروهای دفاع داخلی، شهر لویو

#### یورش به دفتر حزب مناطق و تلافی پلیس
در ساعت ۱۱:۲۳، نیروهای ویژه پلیس موسوم به برکوت سعی کردند به جمعیت حمله کنند، اما تلاش آنها ناکام ماند و در عوض معترضان به آنها حمله کردند. دو دقیقه بعد، خبرهایی مبنی بر اینکه معترضان در حال شکستن درب‌های دفتر مرکزی حزب مناطق در خیابان لیپسکا هستند مخابره شد. در ساعت ۱۱:۳۰ معترضان - از جمله روزنامه‌نگار تتیانا چورنوول - ساختمان را غارت کردند و سپس آن را به آتش کشیدند. در نتیجه این حمله دو نفر از جمله یک برنامه‌نویس که در دفتر مرکزی حزب مناطق کار می‌کرد، جان باختند. در ساعت ۱۲:۱۲، رایسا بوگاتیرووا، وزیر بهداشت، هنگام خروج از پارک مارینسکی، مورد حمله معترضان قرار گرفت، اما از این حمله جان سالم به در برد. در ساعت ۱۲:۳۰، پلیس کنترل دفتر حزب مناطق را به دست گرفت.
تا ساعت ۱۳:۰۰ هزاران افسر پلیس، منطقه دولتی را محاصره کرده و شروع به تعقیب معترضان کردند. یکی از معترضان که از ناحیه سر زخمی شده بود در مصاحبه با روزنامه کی‌یف پست مدعی شد مأموران پلیس هر کسی را که در سر راهشان قرار داشته مورد ضرب و شتم قرار داده‌اند.

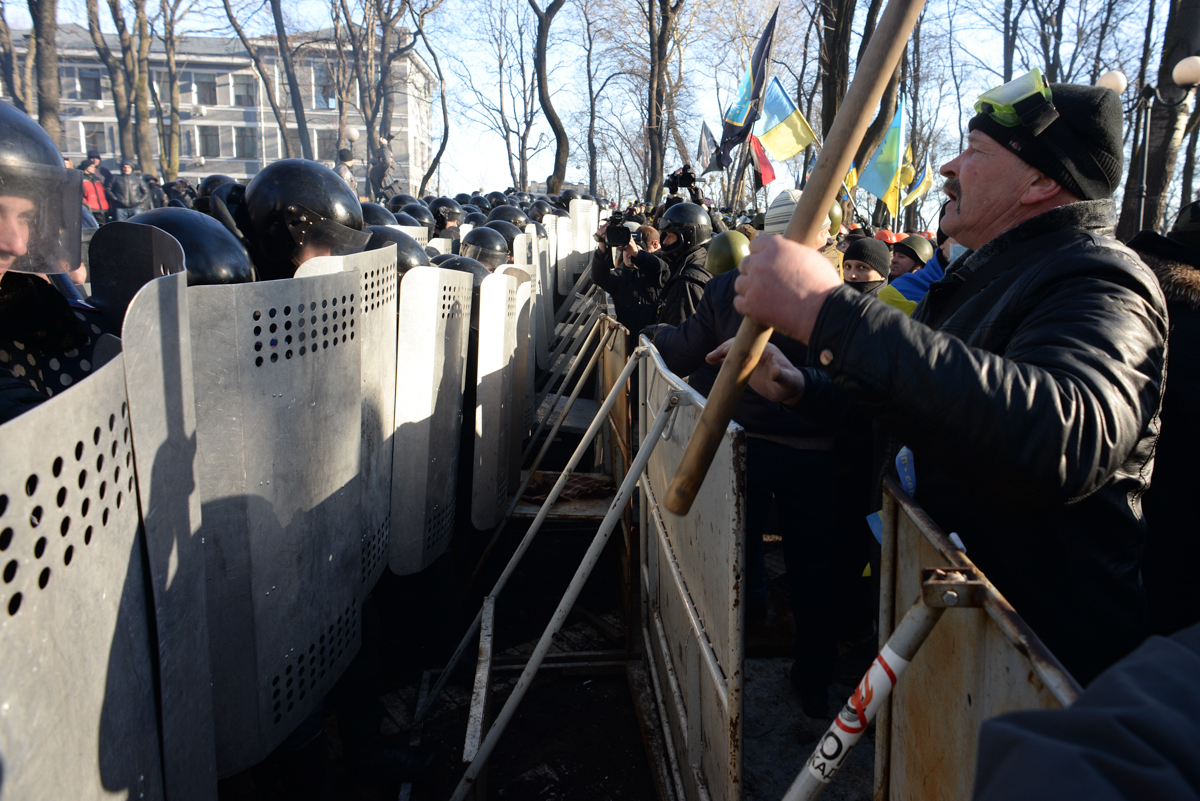
موانعی که نیروهای داخلی و معترضان را از هم جدا می‌کند.

حوالی ساعت ۱۳:۳۰، چهار افسر در خیابان اینسته توتسکا که در یک ساختمان چند طبقه مستقر شده بودند معترضان را با بمب صوتی هدف قرار دادند و به سمت آنها تیراندازی کردند، معترضان نیز به ساختمان حمله کردند و بخشی از آن را به آتش کشیدند. معترضان به زور به پشت بام ساختمان رفتند و پلیس را مجبور به عقب‌نشینی کردند. در خیابان اینسته توتسکا خشونت بارترین درگیری‌های این روز به وقوع پیوست. سربازان برکوت و نیروهای داخلی یک حمله تمام عیار را آغاز کردند و مستقیماً به سمت جمعیت شلیک کردند. گزارش‌هایی مبنی بر استفاده پلیس از ماشین‌های آب‌پاش برای درهم شکستن جمعیت وجود داشت.

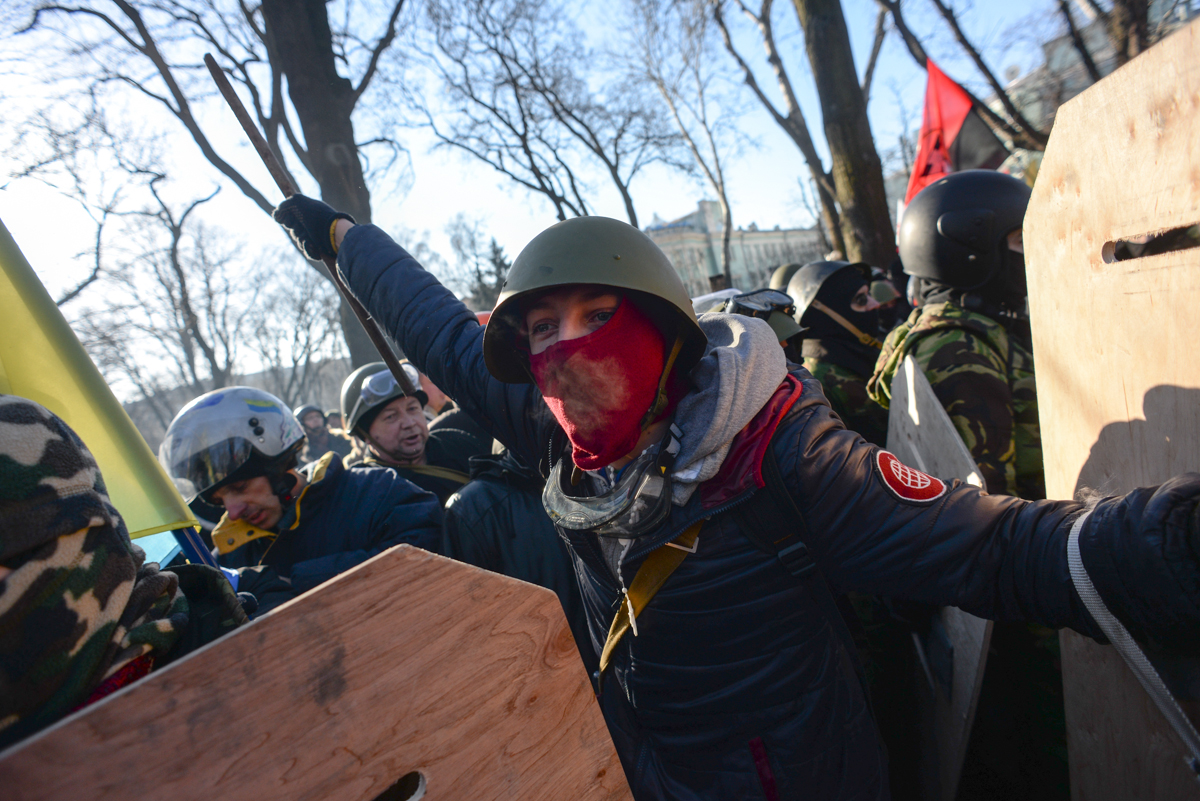
یک معترض نقابدار در جریان درگیری‌های کی‌یف.

در اواسط بعدازظهر، افسران پلیس با استفاده از گاز اشک آور، ۱۰۰۰۰ معترض را از پارک مارینسکی بیرون راندند جایی که معترضان در اوایل روز مشغول ساخت سنگر در آن بودند. معترضان مخالف دولت اقدام به پرتاب بمب صوتی به سمت معترضان طرفدار دولت و تیتوشکی (اراذل و اوباش اجیر شده توسط دولت) کردند و پارک را پر از دود کردند. سایر کنشگران مخالف دولت تلاش کردند تا نیروهای حامی و مخالف دولت را از هم جدا نگه دارند.
چندین رسانه خبری عکس‌هایی را منتشر کردند که نشان می‌داد پلیس مسلح به تفنگ‌های تهاجمی آکا-۷۴ است. هنادی موسکال معاون سابق وزیر امور داخلی گمانه‌زنی کرد که آنها باید واحدهای گروه آلفا باشند. ولادیمیر کراشفسکی، یکی از رهبران برکوت، گفت که افسران پلیس مسلح سیاه پوش با بازوبندهای زرد، بخشی از یک واحد برکوت بودند که برای کمک به تخلیه نیروهای داخلی آمده بودند.
معترضان دوباره ساختمان تالار شهر را اشغال کردند. به گفته روزنامه دولتی روسیه ایزوستیا، کنشگران مخالف دولت که مسلح به چماق و میله‌های آهنی بودند یک مهندس کامپیوتر به نام والری کُنستانتینوویچ زاخاروف را در یورش به دفتر حزب مناطق تا حد مرگ مورد ضرب و شتم قرار دادند.

#### پیشروی به سمت میدان

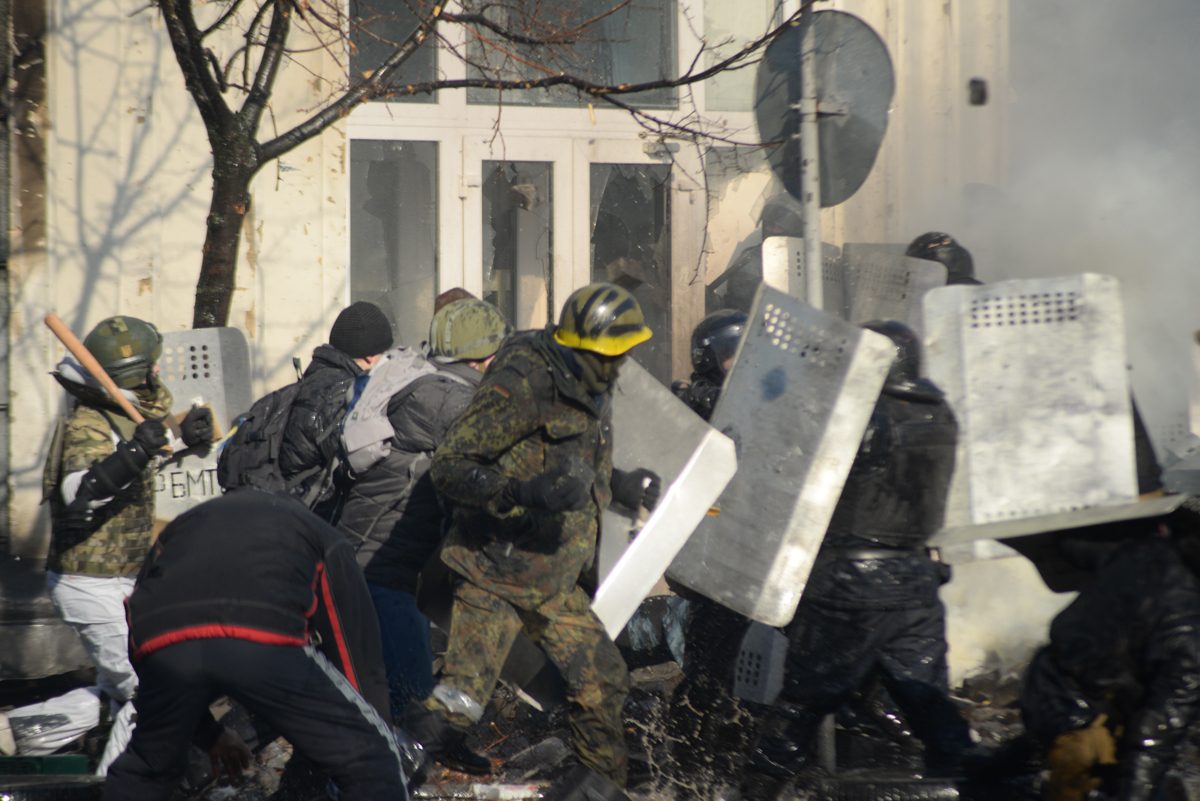
درگیری بین معترضان و نیروهای داخلی.

در ساعت ۱۵:۴۵ صدها افسر پلیس ضد شورش به سمت پارلمان پیشروی کردند و به معترضان حمله کردند. یک افسر ماسک گاز روزنامه‌نگار کی‌یف پست را در خیابان اینسته توتسکا گرفت و در مورد پیشروی پلیس گفت: «من آن را دوست دارم! ما آن را دوست داریم!»

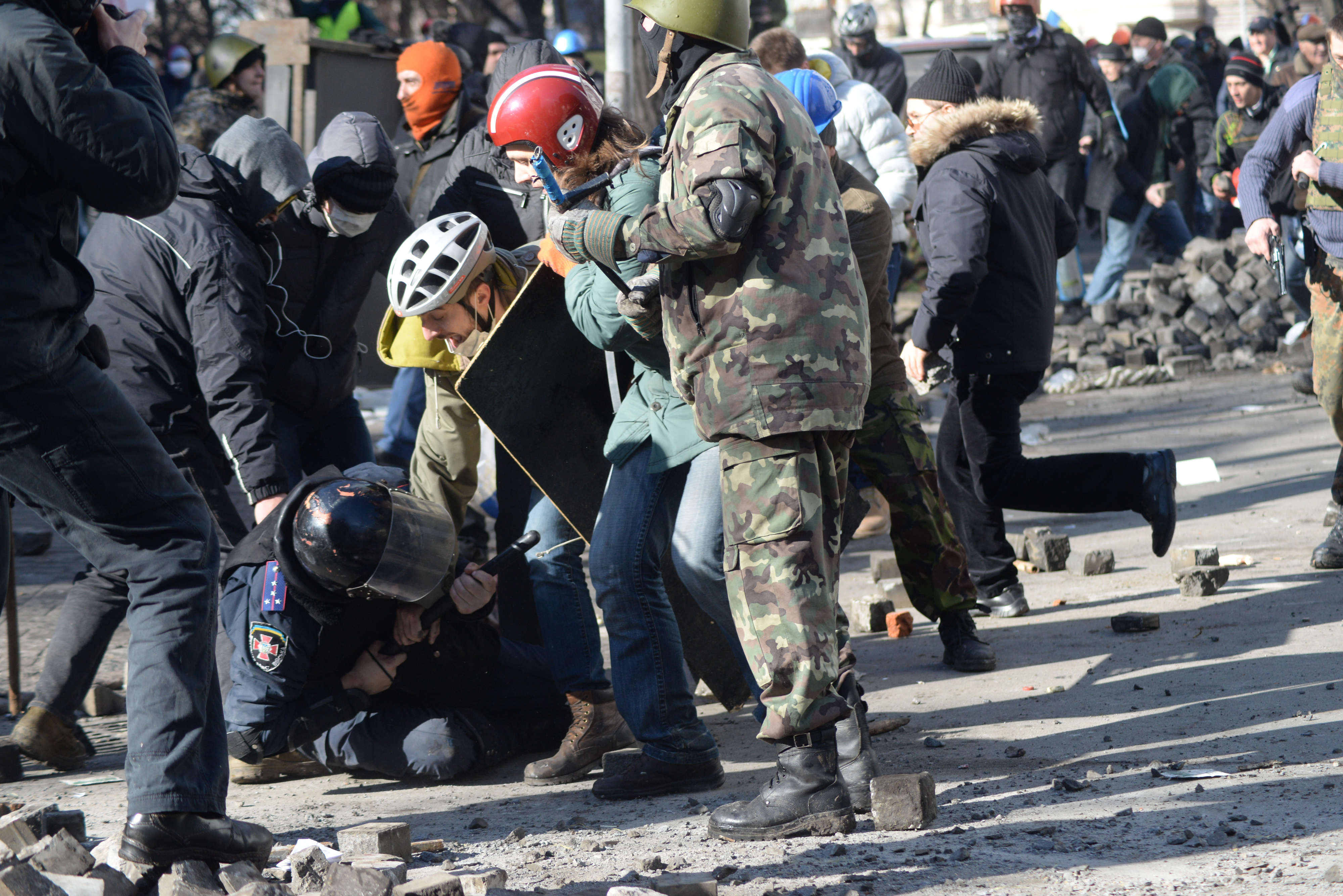
یک افسر پلیس ضد شورش در جریان درگیری در کی‌یف که به زمین افتاده است.

در ساعت ۱۶:۰۰، الکساندر یاکیمنکو، سرپرست سرویس امنیت اوکراین و زاخارچنکو سرپرست وزارت کشور، به معترضان هشدار دادند که در عرض دو ساعت خیابان‌ها را ترک کنند و گفتند: «اگر تا ساعت ۱۸:۰۰ بی‌قانونی متوقف نشود، ما مجبور خواهیم شد از همه ابزارهای قانونی برای ایجاد نظم استفاده کنیم.» در اطراف کاخ اکتبر، که از میدان استقلال قابل مشاهده است، پلیس ضد شورش از روی پلی که در امتداد خیابان اینسته توتسکا قرار داشت به سمت معترضینی که در زیر پل بودند آجر پرتاب کرد.

#### نفوذ در موانع خیابان هروشفسکی
در طول روز ۱۸ فوریه ۲۰۱۴، معترضان لاستیک‌ها را آتش زدند و اقدام به پرتاب کوکتل مولوتف، میله‌های فولادی و سایر پرتابه‌ها به سمت صفوف پلیس ویژه موسوم به برکوت کردند. در ساعت ۱۷:۰۴، واحدهای مسلح برکوت موانع موجود در نزدیکی استادیوم دینامیو والری لوبانوفسکی که در خیابان میخائیل هروشفسکی قرار دارد را برداشتند و به صورت غافلگیرانه وارد این منطقه شد. معترضان یورومیدان در حال تماشای یک پهپاد بودند که از جهت مخالف در حال پرواز بود در حالی که پشتشان به پلیس بود. تعداد زیادی از افسران پلیس برکوت شروع به پرتاب بمب صوتی و هدف قرار دادن معترضان با تپانچه و تفنگ‌های ساچمه‌ای کردند که باعث زخمی شدن بسیاری از معترضان از جمله مارک استابروک عکاس آمریکایی شد. معترضان یورومیدان و غیرنظامیان عقب‌نشینی دسته جمعی به سمت سنگرهای [موانع] ایجاد شده در خیابان خرشاتیک را آغاز کردند. تعداد زیادی از معترضان زخمی و چندین تن کشته شدند.
در ساعت ۲۰:۰۰، منابع طرفدار روسیه گزارش دادند که ۵۰ مهاجم ناشناس یا احتمالاً افراد طرفدار روسیه در تلاش برای نفوذ به سفارت کانادا هستند. در همان روز، یکی از سخنگویان سازمان امور جهانی کانادا اذعان کرد که معترضان «پناه» گرفته‌اند و «رفتار مسالمت آمیزی داشته و هیچ آسیب و صدمه‌ای به کارکنان وارد نکرده‌اند.» در سال ۲۰۱۵، فاش شد که سفارت پس از مشاهده یک معترض کانادایی که توسط برکوت تعقیب می‌شد، عمداً درهای سفارت را باز کرده است. با ورود این معترض ناشناس که دارای پاسپورت کانادا بود، سایر معترضان نیز وارد سفارت شدند و لابی اصلی را اشغال کردند آنها از سفارت به عنوان پناهگاهی امن در برابر واحدهای برکوت استفاده کردند. در جریان حوادث ۱۸ فوریه سفارت برای مداوای مجروحان مورد استفاده قرار گرفت. معترضان یورومیدان بعداً با گذاشتن گل به‌طور داوطلبانه سفارت را ترک کردند. برخی متحدان اروپایی کانادا بعداً تأکید کردند که با توجه به اشغال طولانی مدت و عدم مقاومت افسران خدمات خارجی سفارت، کانادا نقشی عمده و عمدی در فعال ماندن و گسترش اعتراضات یورومیدان ایفا کرده است. منابع رسانه ای استدلال می‌کنند که استیون هارپر، نخست‌وزیر کانادا، هرگز به ابعاد واقعی این نقض امنیتی اذعان نکرده است.

#### حمله به میدان
وزارت کشور به زنان و کودکان برای ترک میدان استقلال تا ساعت ۸ شب مهلت داد. پلیس در ساعت ۲۰:۰۰ با یک دستگاه ماشین آب پاش و نفربر زرهی به سمت هزاران معترض در میدان نزاله‌ژنوستی (میدان استقلال) پیشروی کرد. چادرهای معترضان در میدان اصلی در حال سوختن بودند. پلیس اقدامات خود را به عنوان بخشی از یک کارزار ضد تروریستی علیه «افرادی که آشکارا خود را مسلح کرده بودند» توجیه کرد. آرسنی یاتسنیوک، رهبر مخالفان، از پلیس خواست تا ۲۰۰ متری خیابان اینسته توتسکا عقب‌نشینی کند و از هر دو طرف خواست تا صبح آتش‌بس برقرار کنند. معترضان در میدان لاستیک‌ها و سایر آوارهای در حال سوختن را روی هم چیدند تا دیواری از آتش بین خود و نیروهای امنیتی ایجاد کنند.
پخش شبکه تلویزیونی ۵ کانال در سراسر کشور متوقف شد اما پخش از طریق ماهواره (با یک وقفه کوتاه) و پخش زنده در یوتیوب در دسترس بود. چند ساعت بعد این کانال پخش برنامه‌های خود را از سر گرفت.

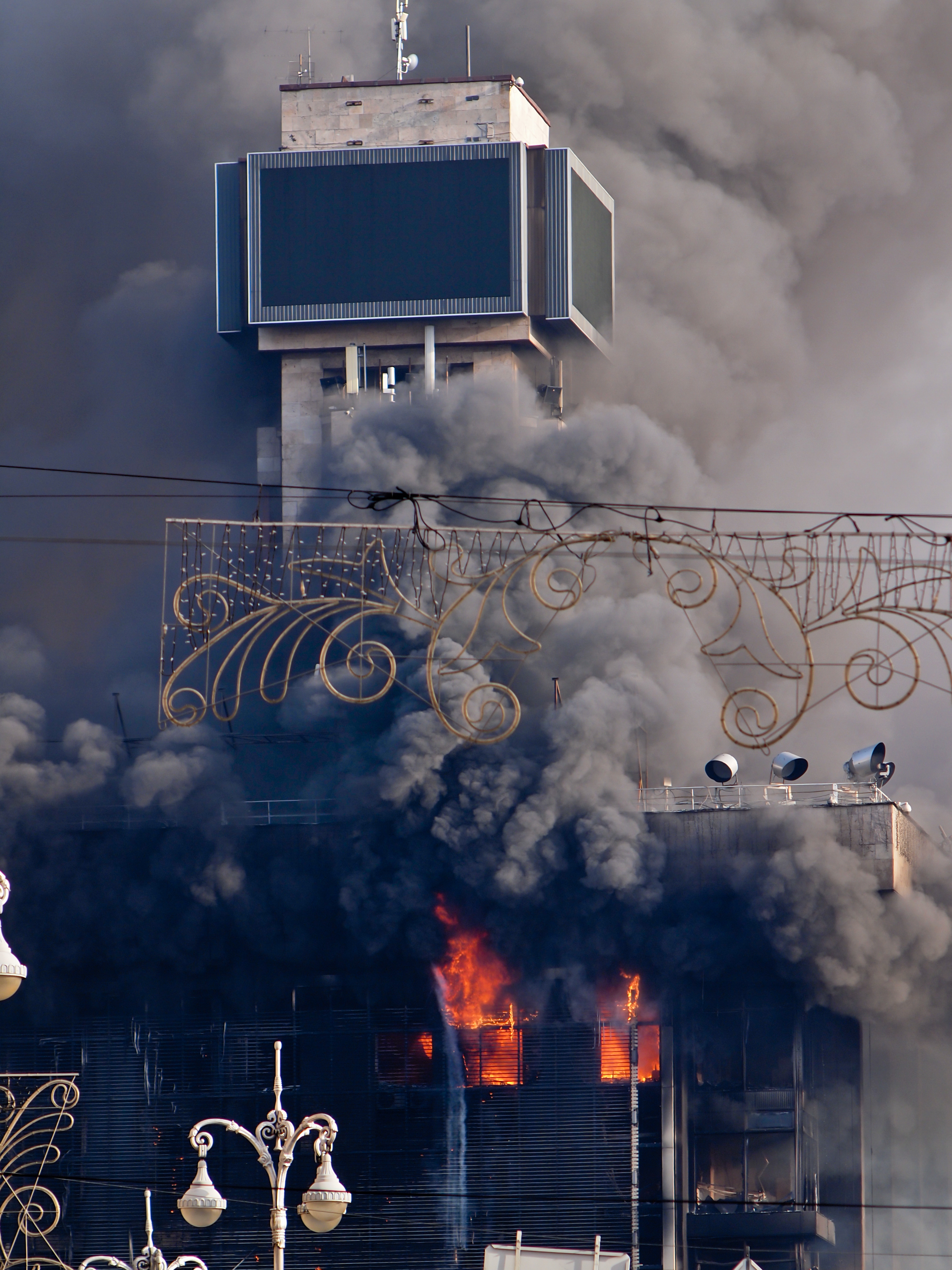
ساختمان اتحادیه‌های کارگری کی‌یف، که به عنوان مقر یورومیدان مورد استفاده قرار می‌گرفت، پس از حمله پلیس.

حدود ساعت ۲۲ گزارش شد که پلیس از سد معترضان در ضلع شرقی میدان عبور کرده است. افسران سپس سعی کردند ساختمان اشغال شده اتحادیه‌های کارگری را پس بگیرند اما موفق نشدند.
هانا هرمان، مشاور رئیس‌جمهور گفت که مذاکرات بین دولت و مخالفان تنها زمانی اتفاق می‌افتد که صلح برقرار شود و معترضان عقب‌نشینی کنند او افزود «تداوم درگیری‌های مسلحانه جنایت بزرگی علیه مردم و دولت اوکراین است.» ویکتور پشونکا، دادستان کل اوکراین گفت: «سازمان دهندگان اعتراضات سراسری پاسخگو خواهند بود. ما خواستار شدیدترین مجازات‌ها برای کسانی هستیم که مردم را تشویق کردند تا در اقدامات امروز شرکت کنند و همچنین برای کسانی که آنها را سازماندهی و کنترل می‌کردند.»
ساعت ۰۱:۳۵ صبح روز بعد، چراغ خیابان‌های اطراف میدان خاموش شد. کنشگران معتقد بودند که این اقدام نشانه آغاز یک حمله همه‌جانبه است.

#### دیدار رهبران اپوزیسیون با رئیس‌جمهور یانوکوویچ
ویتالی کلیچکو، رهبر اپوزیسیون، پس از دیدار با رئیس‌جمهور یانوکوویچ، به شبکه تلویزیونی هرومادسکی گفت که مذاکرات موفقیت‌آمیز نبوده است. کلیچکو گفت که رهبران اپوزیسیون بیش از یک ساعت به ادعاهای یانوکوویچ که آنها [اپوزیسیون] را مقصر کشته شدن ۲۰ نفر در حوادث ۱۸ فوریه می‌دانست گوش داده‌اند. رئیس‌جمهور همچنین از اپوزیسیون خواست که معترضان را وادار به ترک میدان نزاله‌ژنوستی کنند. گزارش شده است که او رهبران اپوزیسیون را به تعقیب کیفری تهدید کرده است.
یانوکوویچ در پیامی تلویزیونی خطاب به رهبران اپوزیسیون گفت: «خود را از عناصر رادیکالی که به دنبال خونریزی و درگیری با سازمان‌های مجری قانون هستند، جدا کنند» و گفت که اگر این کار را نکنند، با آنها «به نحوه دیگری صحبت خواهد کرد». او در ادامه افزود «رهبران اپوزیسیون رکن اساسی دموکراسی را نادیده گرفته‌اند. آنها زمانی که مردم را به مسلح شدن دعوت کردند از خط [قرمز] عبور کردند».
در ۲۰ فوریه، سه حزب مخالف دولت (حزب میهن، حزب دموکراتیک اوکراین برای اصلاحات و سووبودا) در بیانیه‌ای گفتند: «ما هرگز مردم را به مسلح شدن دعوت نکرده‌ایم و نخواهیم کرد. این موضع اصولی ماست. مرگ هر فرد برای هر یک از ما یک تراژدی شخصی است». بعداً در همان روز این احزاب اعلام کردند: «مذاکره با رژیمی که سیاست‌های آن منجر به کشته شدن بسیاری از مردم شد، امری بسیار ناخوشایند است، اما ما باید هر کار ممکن و حتی غیرممکن را برای جلوگیری از خونریزی بیشتر انجام دهیم.» آنها توقف اعتراضات را «زیان‌بخش و غیر واقعی» دانستند و اظهار داشتند: «این ما نبودیم که میدان را گرد هم آوردیم و وظیفه ما نیست که آن را پراکنده کنیم! مردم بسته به زمان و نحوه برآورده شدن خواسته‌هایشان تصمیم می‌گیرند که چه کاری انجام دهند.»

### ۱۹ فوریه

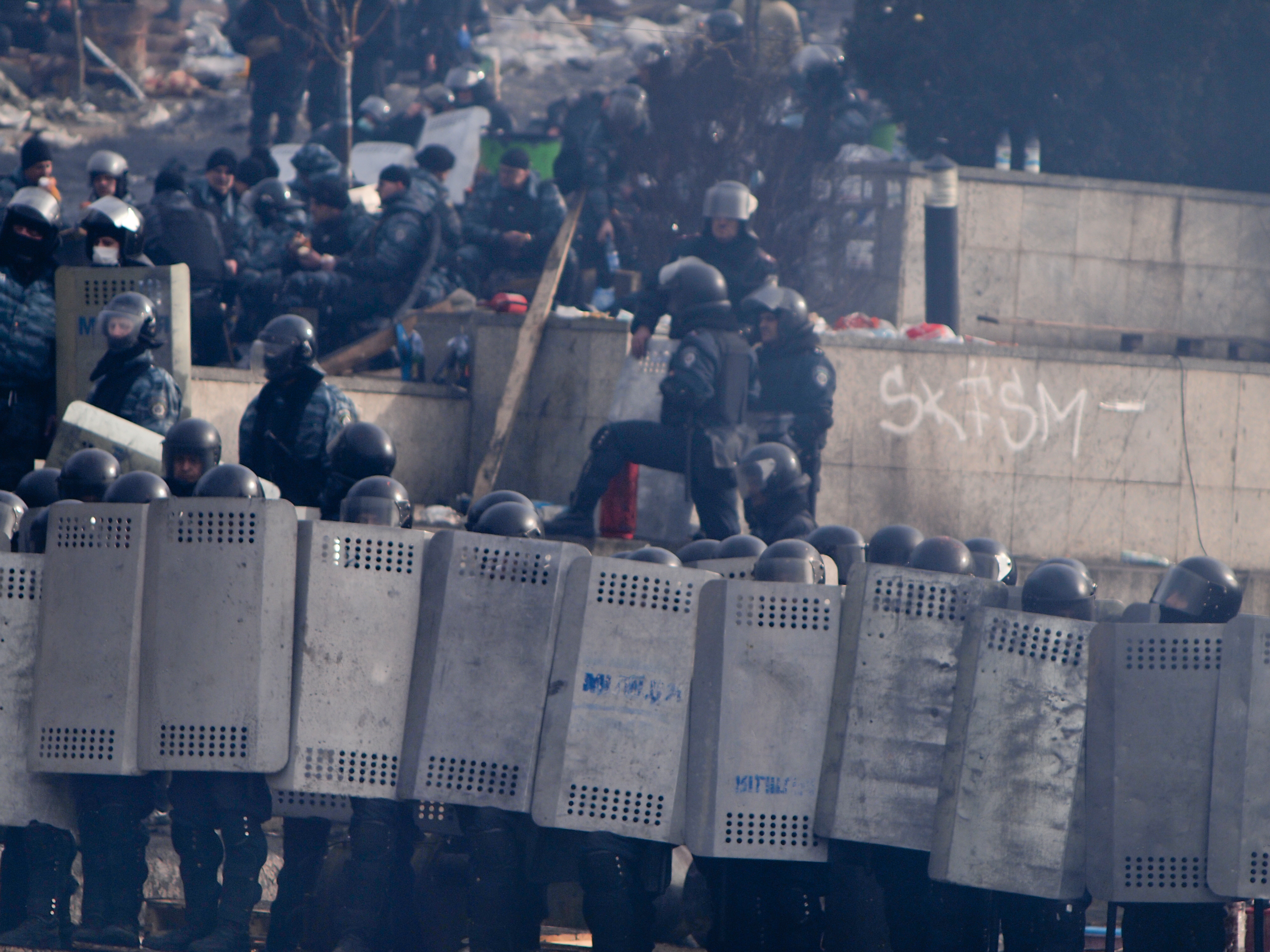
نیروهای داخلی در برابر معترضان آرایش فالانژ تشکیل داده‌اند. پلیس برکوت نیز پشت سر آنها ایستاده است.

متروی کی‌یف بسته شد و جاده‌های اصلی توسط پلیس مسدود شد. همچنین فروشگاه‌ها و مراکز خرید بزرگ در خیابان خرشاتیک بسته شدند، اما به گفته خبرنگار یورونیوز، «زندگی در خارج از موانع [سنگرها] مانند همیشه در جریان است.»
در اوایل صبح، نیروهای تیتوشکی به دو معترض شلیک کردند و یک نفر را کشتند. تا این لحظه، تعداد کشته شدگان از هر دو طرف به ۲۶ نفر از جمله ۱۰ پلیس افزایش یافت.
سرویس امنیتی اوکراین (SBU) عملیات «ضد تروریستی» را آغاز کرد، در حالی که سرویس‌های اطلاعاتی، تحقیقات دربارهٔ سیاستمداران ناشناس را در مورد آنچه که به عنوان تلاش غیرقانونی برای به دست گرفتن قدرت توصیف می‌شد، آغاز کردند. اس بی یو بیانیه‌ای در وب سایت خود دربارهٔ این عملیات منتشر کرد اما پس از مدتی آن را حذف کرد. در این بیانیه بر مشارکت اس بی یو، وزارت کشور، وزارت دفاع، سرویس گارد مرزی دولتی، دولت‌های مرکزی و محلی در این تصمیم و اجرای آن اشاره شده بود. به گفته تاراس برزوتس، تحلیلگر سیاسی، این فرمان به این معنی است که اس بی یو می‌تواند معترضان را بازرسی کند، اموال آنها را مصادره کند، و آنها را به میل خود و «بدون حکم دادگاه یا سایر تضمین‌های قانونی» بازداشت کند.

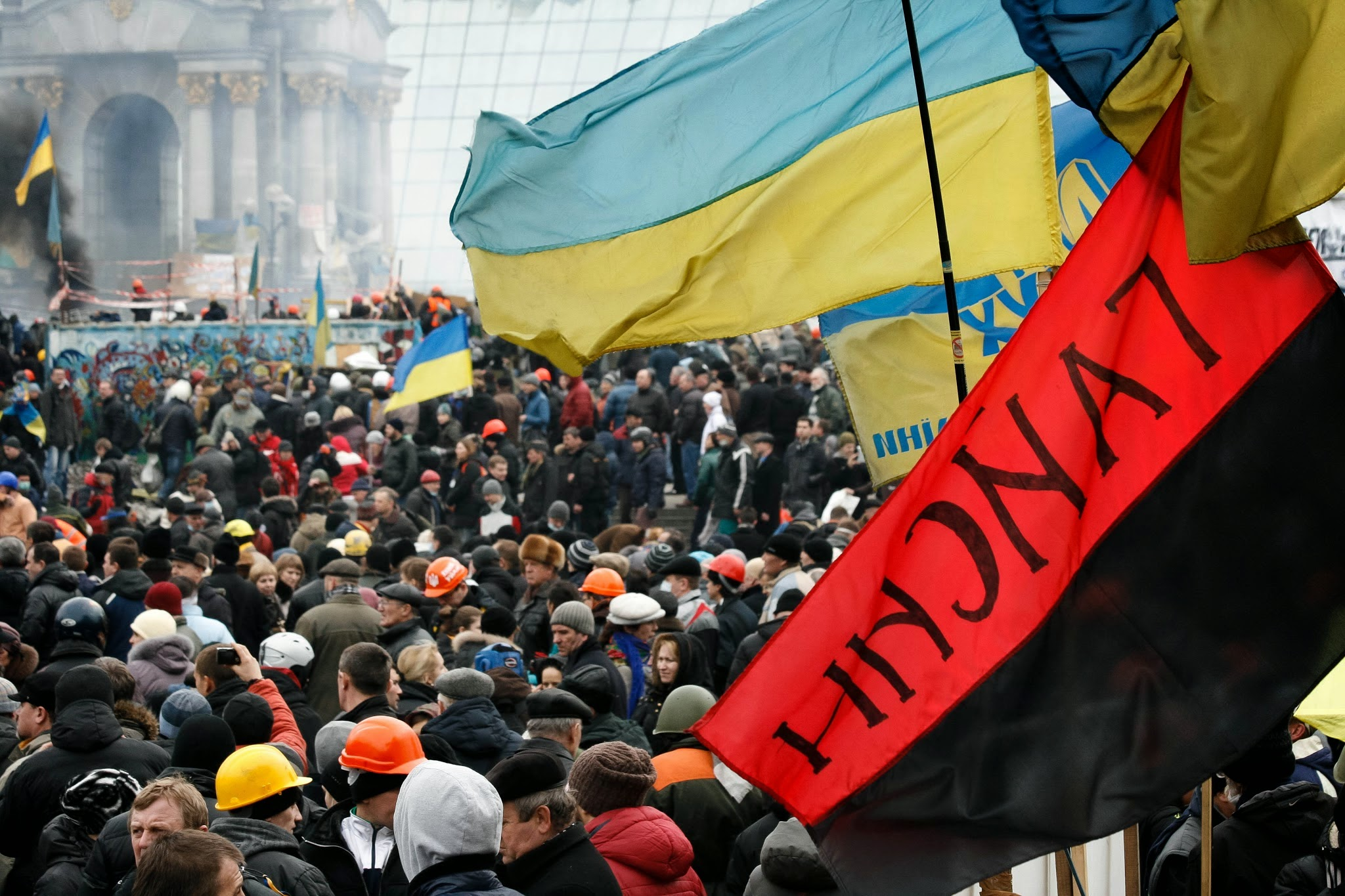
معترضان یورومیدان، ۱۹ فوریه.

در اوایل صبح، اولنا لوکاش اعلام کرد که اپوزیسیون از امضاء بیانیه‌ای در عدم تأیید اقدامات رادیکال خودداری کرده‌اند. رئیس‌جمهور یانوکوویچ از مخالفان خواست از اشغال ساختمان‌ها و به دست گرفتن اسلحه دست بردارند. با این حال، مخالفان خواسته‌های یانوکوویچ را رد کردند. پاولو لبدیف، سرپرست وزارت دفاع، تأیید کرد که تعدادی از نیروهای هوابرد را از دنیپروپتروفسک به کی‌یف فرستاده است. تلگراف‌های رمزگذاری شده‌ای کشف شد که در آن یوری ایلین، رئیس تازه منصوب شده ستاد کل نیروهای مسلح اوکراین، دستور مستقیم استقرار واحدهای نظامی جهت سرکوب معترضان را داده بود.
همچنین در ۱۹ فوریه، یک هواپیمای آنتونوف-۲۶ نظامی یک پرواز مخفیانه از کی‌یف به روسیه انجام داد تا یک محموله بزرگ از سلاح‌ها و مهمات ضد شورش را به اوکراین منتقل کند؛ خبر این پرواز در سال ۲۰۱۵ افشا شد.
خبرنگار یورونیوز در میدان استقلال گزارش داد که معترضان «از تمام نقاط اوکراین» وارد این منطقه شده‌اند. تا ساعت ۱۴:۵۰ حدود ۵۰۰۰ معترض در میدان استقلال حضور داشتند. جنبش رایت سکتور اداره پست مرکزی کی‌یف و کمیته دولتی تلویزیون و رادیو را اشغال کرد، آنها از اداره پست به عنوان مقر جدید استفاده کردند.

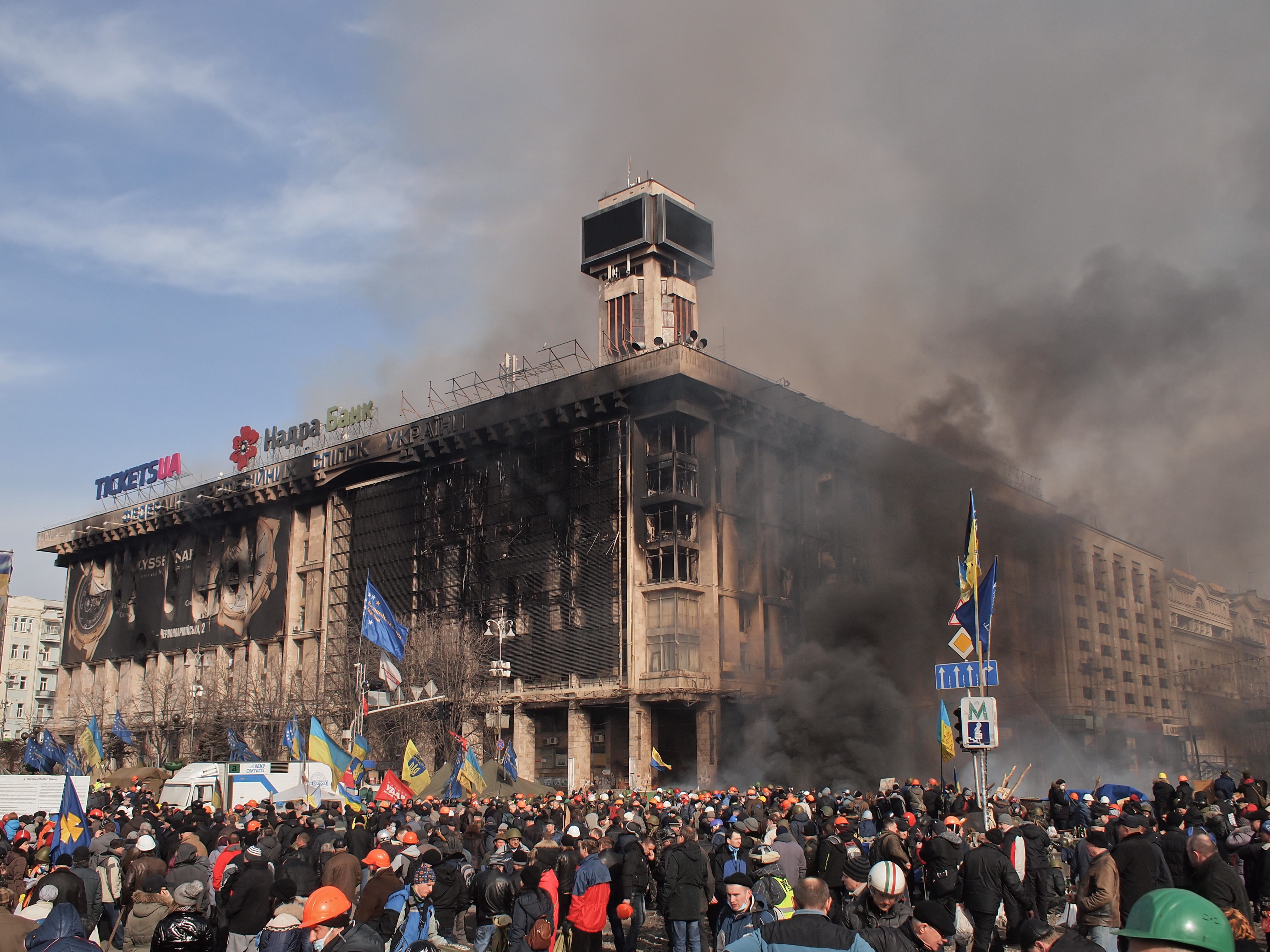
ساختمان اتحادیه‌های کارگری که مقر معترضان یورومیدان بود در آتش می‌سوزد.

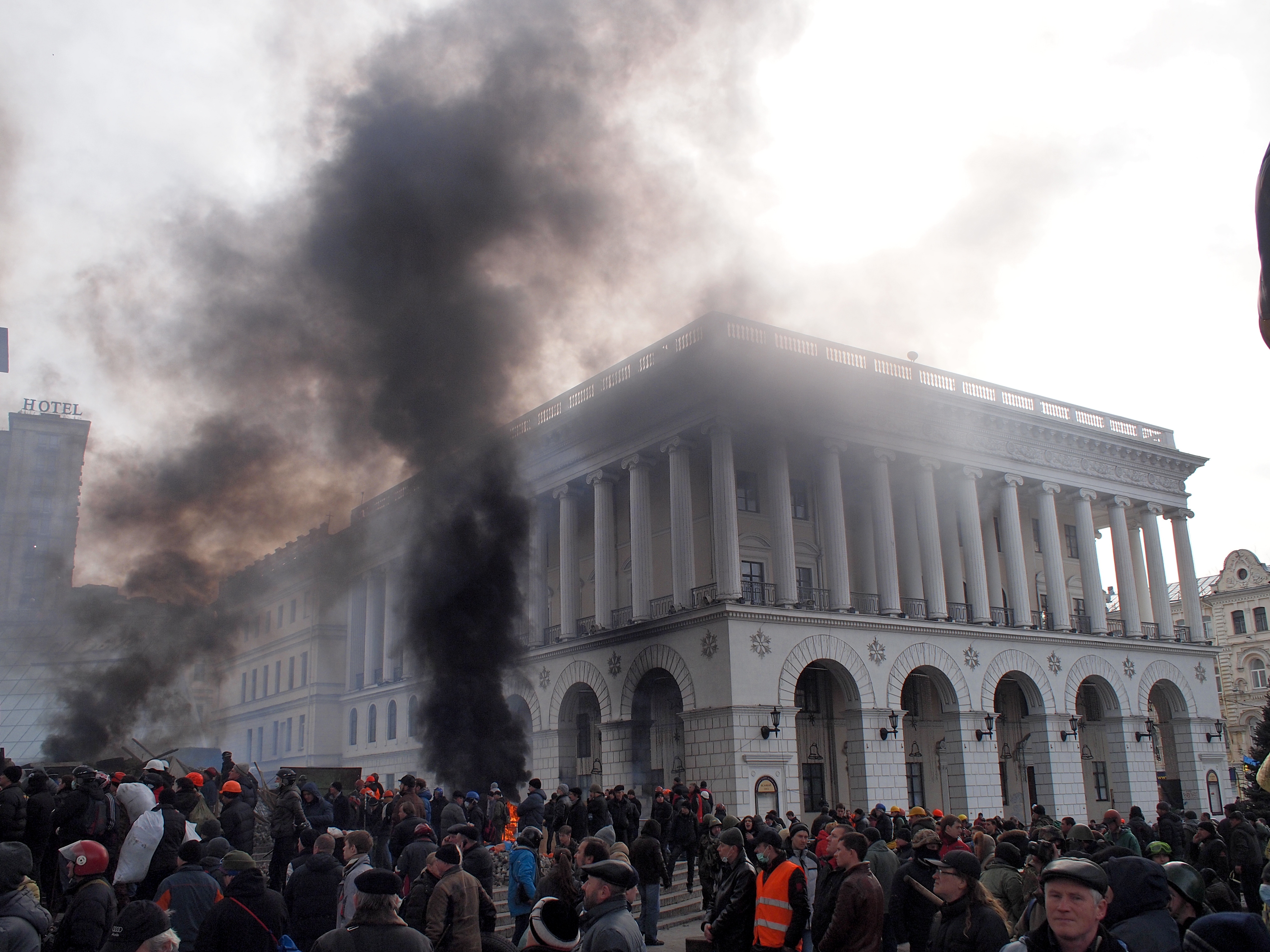
معترضان اقدام به آتش زدن تایر در نزدیکی هنرستان کیف کرده‌اند تا از دید تک‌تیراندازان مخفی بمانند.

رئیس‌جمهور یانوکوویچ، رئیس ستاد کل نیروهای مسلح اوکراین، ولودیمیر زامانا را برکنار کرد و ایلین را که قبلاً فرمانده نیروی دریایی اوکراین بود، جایگزین وی کرد. وزارت دفاع اعلام کرد که در حال استقرار مجدد واحدها در سراسر کشور برای محافظت از تأسیسات نظامی است. الکساندر یاکیمنکو، رئیس اس بی یو، گفت که پایگاه‌های نظامی و انبارهای تسلیحات در چندین منطقه مورد حمله قرار گرفته‌اند.
بانک سرمایه‌گذاری اروپا فعالیت‌های خود را در اوکراین متوقف کرد و گفت: «در حال حاضر، وضعیت به قدری ظالمانه است که از نظر سیاسی سیگنال اشتباهی است، اما در قبال افرادی که ما از آنها خواسته‌ایم این کار را انجام دهند و در زمینه تجارت در اوکراین فعال باشند، غیرمسئولانه است.»
در پی دیدار رهبران دولت و اپوزیسیون در اواخر شب، هر دو طرف آتش‌بس اعلام کردند و با آغاز مذاکرات موافقت کردند. رئیس‌جمهور یانوکوویچ در بیانیه ای اعلام کرد که با "شروع مذاکرات با هدف پایان دادن به خونریزی و تثبیت وضعیت در کشور به نفع صلح اجتماعی" موافقت کرده است." به گفته یاتسنیوک، سیاستمدار مخالف دولت، آتش بس شامل تعهد یانوکوویچ مبنی بر عدم حمله پلیس در آن شب به معترضان بوده است. جنبش رایت سکتور با آتش بس موافقت نکرد. خبرنگار یورونیوز در میدان استقلال گزارش داد که تعداد معترضان افزایش یافته است، و گفت: «به‌طور کلی، تنها چیزی که از مردم شنیده‌ام این است که هر چه بیشتر مورد حمله قرار می‌گیرند و هر چه بدتر مورد ضرب و شتم قرار می‌گیرند، مصمم‌تر می‌شوند که بازگردند و مبارزه را از سر بگیرند.»

### ۲۰ فوریه

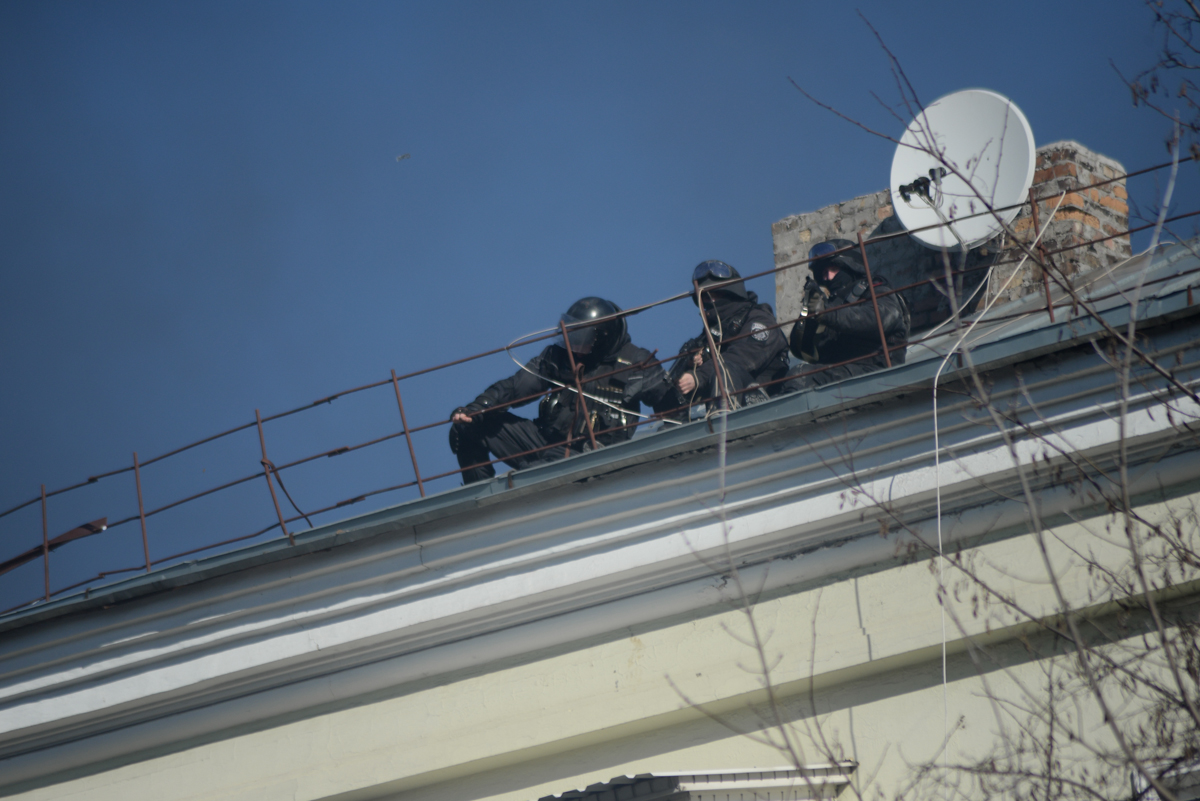
تک‌تیراندازان پلیس.

در ساعت ۰۰:۳۵، اینترفاکس گزارش داد که یانوکوویچ ۲۰ فوریه را برای یادبود کشته شدگان درگیری‌های چند روز قبل عزای عمومی اعلام کرده است.
حوالی ساعت ۰۳:۵۰، کنشگران مدعی شدند که در طول درگیری‌ها یک تکه نشان بازو را (درجه و نشان روی لباس سربازان) از لباس یک سرباز وزارت امور داخلی روسیه (MVD) کنده‌اند و این نشان بازو را به عنوان مدرک ادعایی دخالت روسیه نشان دادند. با وجود توافق آتش‌بس، معترضان از شنیده شدن صدای شلیک گلوله در میدان استقلال خبر دادند. حوالی ساعت ۰۴:۲۰، پنج اتوبوس حامل معترضان از ایوانو-فرانکیفسک وارد میدان استقلال شدند.
هر یک از طرفین، دیگری را مقصر شعله‌ور شدن درگیری‌های مرگبار می‌دانست. یاکیمنکو در مصاحبه با شبکه روسی وستی، دولت فعلی [دولت موقت] اوکراین را مقصر حوادث ۲۰ فوریه دانست و مدعی شد که مخالفان مسئول به‌کارگیری تک تیراندازها بوده‌اند. او در ادامه ایالات متحده را به سازماندهی و تأمین مالی انقلاب کرامت متهم کرد. سفارت آمریکا در اوکراین این اظهارات را مضحک خواند. دفتر ریاست جمهوری اوکراین در بیانیه ای مدعی شد که تظاهرکنندگان به حالت تهاجمی رفته‌اند: «آنها در گروه‌های سازمان یافته کار می‌کنند. از سلاح گرم از جمله تفنگ‌های تک تیرانداز استفاده می‌کنند. آنها برای کشتن تیراندازی می‌کنند.» معترضان پلیس را متهم کردند که با پرتاب کوکتل مولوتف و بمب‌های دست‌ساز به سمت آنها باعث شروع درگیری شده است. کلیچکو، سیاستمدار مخالف دولت، بیانیه ای صادر کرد و گفت: اراذل و اوباش مسلح در خیابان‌ها رها شده‌اند تا به مردم حمله کنند و این توهم را ایجاد کنند که بین شهروندان درگیری وجود دارد."
در ساعت ۰۹:۲۵، پس از تلاش نیروهای امنیتی برای آتش زدن هنرستان کی‌یف، که معترضان از آن به عنوان بیمارستان صحرایی برای مداوای مجروحان استفاده می‌کردند، معترضان واحد برکوت را وادار به عقب‌نشینی به سمت کاخ اکتبر کردند. معترضان با سپر و کوکتل مولوتف به سمت پلیس حرکت کردند و آنها را مجبور به عقب‌نشینی کردند و بدین ترتیب دوباره کنترل میدان استقلال را به دست گرفتند و در این بین ۶۷ نفر از نیروی پلیس را دستگیر کردند. این نیروها در حوالی ساعت ۱۰:۴۹، و در حالی که مشغول استراحت در مرکز همایش بین‌المللی خانه اوکراینی‌ها بودند اسیر شدند تعدادی دیگر نیز در جریان درگیری در نزدیکی کاخ اکتبر دستگیر شدند. بسیاری از نیروهای دستگیر شده بین ۱۸ و ۱۹ سال سن داشتند، آموزش ندیده بودند و فقط با باتوم مسلح شده بودند. معترضانی که مجروح شده بودند توسط پزشکان مورد مداوا قرار گرفتند. بیشتر نیروهای دستگیر شده پلیس اهل مناطقی مانند کریمه، دنیپروپتروفسک و کریفیی ریه و لوهانسک بودند. حدود ۱۰۰ نفر از سربازان نیروهای داخلی که در جریان درگیری‌ها اسیر شده بودند (عمدتاً سربازان وظیفه ۱۹ تا ۲۰ ساله) در مقر شرکت انرژی اوکراین و مکانی در نزدیکی کاخ اکتبر زندانی شدند.
روزنامه کی‌یف پست در ساعت ۱۰:۰۰ تخمین زد دستکم ۱۰۰۰۰ تا ۲۰۰۰۰ معترض همچنان در میدان استقلال حضور دارند و حداقل ۴۲ نفر بر اثر تیراندازی پلیس در این روز کشته شده‌اند. خبرنگار آژانس اطلاعات مستقل اوکراین، تعداد معترضان حاضر در میدان استقلال را بیش از ۳۰۰۰۰ نفر تخمین زد. در ساعت ۱۰:۵۵، رئیس دفتر ریاست جمهوری، آندری کلیویف، اعلام کرد که رئیس‌جمهور آماده است تا معاهده‌ای را با مخالفان در مورد تغییرات خواسته شده در قانون اساسی اوکراین امضا کند و افزود درگیری‌های جاری باید سیاستمداران را وادار کند تا به یک اجماع سریع دست یابند.
در ساعت ۱۰:۰۰، کنشگران یورومیدان در برابر دفتر اصلی متروی کی‌یف که در نزدیکی ایستگاه متروی پُلی‌تیخنیچنی اینسته توت قرار دارد تجمع کردند و خواستار بازگشایی مترو شدند. ایوان سالی، رئیس سابق اداره دولتی شهر کی‌یف نیز خواستار بازگشایی مترو شد. روزنامه لویوسکا هازتا گزارش داد که در ساعت ۱۶:۰۰ آن روز، تیتوشکی‌ها با مترو از ایستگاه پوزنیاکی به ایستگاه پچرسکا منتقل شده‌اند. دولت همچنین بزرگراه‌ها و خطوط راه‌آهن را بست.
حرکت قطارها بین کی‌یف و لویو، به‌طور موقت متوقف شد. لویو یکی از مقرهای معترضان یورومیدان بود. یک سخنگوی راه‌آهن گفت که این توقف به دلیل آسیب به خطوط بوده است. به‌طور تصادفی، گزارش‌هایی منتشر شد مبنی بر اینکه معترضان در لویو اقدام به ضبط اسلحه از یک زرادخانه متعلق به وزارت کشور و انتقال آن به حومه کی‌یف کرده‌اند.
رئیس اداره دولتی شهر کی‌یف، ولودیمیر ماکِینکو، از عضویت در حزب مناطق استعفا داد اما گفت که به انجام وظایف خود برای اطمینان از عملکرد صحیح شهر ادامه خواهد داد. او سپس دستور بازگشایی متروی کی‌یف را صادر کرد. تا ساعت ۱۵:۰۰ مترو همچنان بسته بود و وسایل حمل و نقل زمینی در شهر به ندرت پیدا می‌شدند. مترو در اوایل عصر تا حدودی شروع به فعالیت کرد، اما ایستگاه‌های تغییر خط همچنان بسته بودند.
سفارت بریتانیا در کی‌یف به‌طور موقت تعطیل شد.
رادیو آزادی، تصاویر و ویدئوهایی از تیراندازی نیروهای ویژه پلیس به سمت معترضان با اسلحه‌های کلاشینکف و تک تیرانداز منتشر کرد. زاخارچنکو سرپرست وزارت کشور اعلام کرد که سلاح‌های جنگی در اختیار پلیس قرار گرفته است و خطاب به مردم گفت «فرمان‌های مربوطه را به عنوان بخشی از کار مرکز مبارزه با تروریسم امضا کردیم: سلاح‌های رزمی در اختیار مقامات مجری قانون قرار گرفته و مطابق با قوانین پلیس از آنها استفاده خواهد شد.» وب سایت این وزارتخانه گفت که پلیس ضد شورش حق دارد از سلاح‌های خود برای آزادی گروگان‌هایی که توسط معترضان اسیرشده‌اند استفاده کند. این وزارتخانه همچنین اعلام کرد که یک افسر پلیس تک تیرانداز ۲۰ تن از نیروهایش را زخمی کرده است.
اینترفاکس-اوکراین گزارش داد که در ساعت ۱۵:۰۰ «گروهی از افراد ناشناس» سعی کردند از سمت خیابان خرشاتیک به سمت ساختمان ریاست جمهوری حرکت کنند اما توسط پلیس محاصره شدند؛ خبرنگار اینترفاکس از شنیده شدن صدای تیراندازی و انفجار در این منطقه خبر داد. نیروی دفاع شخصی یورومیدان بارها از معترضان خواسته بودند که از محدوده میدان استقلال خارج نشوند.

#### تلاش‌های دیپلماتیک
درگیری‌های فوق کمی قبل از دیدار وزرای خارجه سه کشور اروپایی - رادوسلاو سیکورسکی از لهستان، لوران فابیوس از فرانسه و فرانک والتر اشتاین‌مایر از آلمان - با رئیس‌جمهور یانوکوویچ برای ایجاد سازش با مخالفان دولت آغاز شد. جلسه به دلایل امنیتی با یک ساعت تأخیر برگزار شد. پیش از برگزاری این جلسه، فابیوس در مصاحبه ای با بی‌اف‌ام تی‌وی گفت: «هدف ما این است که دولت اوکراین را وادار به برگزاری انتخابات کنیم. هیچ راه حلی جز انتخابات وجود ندارد.» مذاکرات شش ساعت به طول انجامید. دونالد توسک، نخست‌وزیر لهستان بلافاصله پس از اتمام مذاکرات به خبرنگاران گفت: «با یانوکوویچ توافق کردیم. او تمایل به برگزاری انتخابات زودهنگام ریاست جمهوری و پارلمانی در سال جاری دارد.» توسک همچنین گفت که یانوکوویچ «مایل است در ۱۰ روز آینده یک دولت وحدت ملی تشکیل دهد و قبل از تابستان قانون اساسی را تغییر دهد.» قرار شد مذاکرات بیشتری برای امضای توافق مذکور انجام شود.
پس از مکالمه تلفنی بین یانوکوویچ و ولادیمیر پوتین، ولادیمیر لوکین، بازرس حقوق بشر روسیه، به درخواست یانوکوویچ به عنوان فرستاده به اوکراین اعزام شد تا تلاش کند در مذاکرات بین دولت و مخالفان نقش میانجی را ایفا کند.
ایالات متحده ممنوعیت صدور روادید را برای ۲۰ مقام اوکراینی که آنها را "مسئول صدور دستور نقض حقوق بشر مرتبط با سرکوب سیاسی" می‌دانست اعمال کرد." اتحادیه اروپا فرمان ممنوعیت صدور روادید و مسدود کردن دارایی‌های مالی کسانی که مسئول خشونت در اوکراین هستند و همچنین ممنوعیت صادرات تجهیزاتی که امکان دارد برای سرکوب استفاده شود را صادر کرد. شورای اتحادیه اروپا در پایان گفت: «دامنه اجرای این ممنوعیت‌ها با توجه به تحولات اوکراین تعیین خواهند شد».

#### تحولات سیاسی اوکراین
الکساندر یفرموف، رهبر حزب مناطق، به لوهانسک سفر کرد تا با مقامات محلی و مأموران اجرای قانون در مورد امکان اعلام استقلال و جدایی مناطق جنوب شرقی اوکراین از این کشور گفتگو کند. ولادیمیر کنستانتینوف، رئیس شورای عالی کریمه، به مسکو سفر کرد و در آنجا اعلام کرد که جمهوری خودمختار کریمه در صورت تغییر قدرت از اوکراین جدا خواهد شد.
سرگی تیگیپکو، نماینده حزب مناطق، خواستار استعفای ولودیمیر ریباک، رئیس پارلمان و جایگزینی وی با یک نماینده مخالف دولت و همچنین انتخاب فوری نخست‌وزیری که مورد حمایت همه طرف‌ها باشد شد. او در ادامه گفت: "رئیس‌جمهور، رئیس مجلس، سرپرست نخست‌وزیر و رهبران اپوزیسیون کاملاً کنترل اوضاع کشور را از دست داده‌اند و هیچ راه‌حلی برای آرام کردن کشور ارائه نمی‌دهند. بی عملی آنها منجر به افزایش درگیری و مرگ خواهد شد. برای حل بحران در کشور، به جای مذاکره، نیاز به برداشتن گام‌های ملموس و فوری داریم." در شب، تیگیپکو با یاتسنیوک و کلیچکو از رهبران اپوزیسیون گفتگو کرد.
رئیس اداره دولتی شهر کی‌یف، ولودیمیر ماکِینکو، و ۱۷ نماینده مجلس از عضویت در حزب مناطق استعفا دادند. در ریونه و ژیتومیر، حزب مناطق رسماً منحل شد و تمام نمایندگان مجلس این دو منطقه رسماً از حزب جدا شدند.
ده تن از اعضای حزب مناطق و دو نماینده مستقل خواستار بازگشت حکومت به شکل پارلمانی- ریاست جمهوری شدند. آنها همچنین از نیروهای امنیتی خواستند تا «سوگندی را که به مردم اوکراین خورده‌اند، اجرا کنند، از فرمان‌های جنایتکارانه برای استفاده از سلاح گرم پیروی نکنند، اجازه درگیر شدن مجریان قانون در اقدامات خلافکارانه علیه مردم صلح جو و معترضانی که در سراسر اوکراین حضور دارند را ندهند.»
ساعت ۱۶:۴۲ مجلس تشکیل جلسه اضطراری داد. اکثر اعضای حزب مناطق از این شرکت در این جلسه امتناع کردند. به گزارش خبرنگار آژانس اطلاعات مستقل اوکراین، ۲۲۷ نماینده از ۴۵۰ نماینده پارلمان - اکثراً مخالفان دولت و تعدادی از اعضای حزب مناطق- در این جلسه شرکت کردند. از مجموع ۲۳۸ نماینده حاضر، ۲۳۶ نماینده به محکومیت خشونت‌های اخیر، ممنوعیت استفاده از سلاح علیه معترضان و خروج نیروهای امنیتی و پلیس از مناطق درگیری رای دادند. کل فراکسیون پارلمانی حزب کمونیست اوکراین و حدود ۸۰ درصد نمایندگان حزب مناطق تصمیم گرفتند در این جلسه شرکت نکنند. نمایندگان مجلس، رؤسا و فرماندهان نیروهای داخلی، نیروهای مسلح اوکراین، اس بی یو و سایر سازمان‌های دولتی را از انجام هرگونه عملیات ضد تروریستی منع کردند و این عملیات را مغایر قانون اساسی اوکراین اعلام کردند. همچنین به نیروهای امنیتی دستور داده شد که از مسدود کردن راه‌ها و پل‌ها، میدان‌ها و خیابان‌ها در کی‌یف و سایر شهرها و شهرک‌ها دست بردارند. نمایندگان شرکت کننده از حزب مناطق با تشکیل یک "گروه ضد بحران" موافقت کردند."
اواخر عصر اعلام شد که پنج نماینده دیگر، فراکسیون پارلمانی حزب مناطق را ترک کرده‌اند.
پارلمان کریمه خواستار تشکیل جلسه فوق‌العاده در ۲۱ فوریه شد. رئیس مجلس تاتارهای کریمه گفت که او گمان می‌کند که نمایندگان پارلمان [کریمه] خواستار مداخله نظامی روسیه خواهند شد و گفت: «فردا ممکن است تصمیمی گرفته شود که هرج و مرج و فاجعه را برای کریمه به همراه داشته باشد.» چندین محقق امکان مداخله روسیه در کریمه را به دلیل ماهیت ژئوپلیتیکی و جمعیتی منحصر به فرد آن مورد بحث و بررسی قرار دادند.

### ۲۱ فوریه

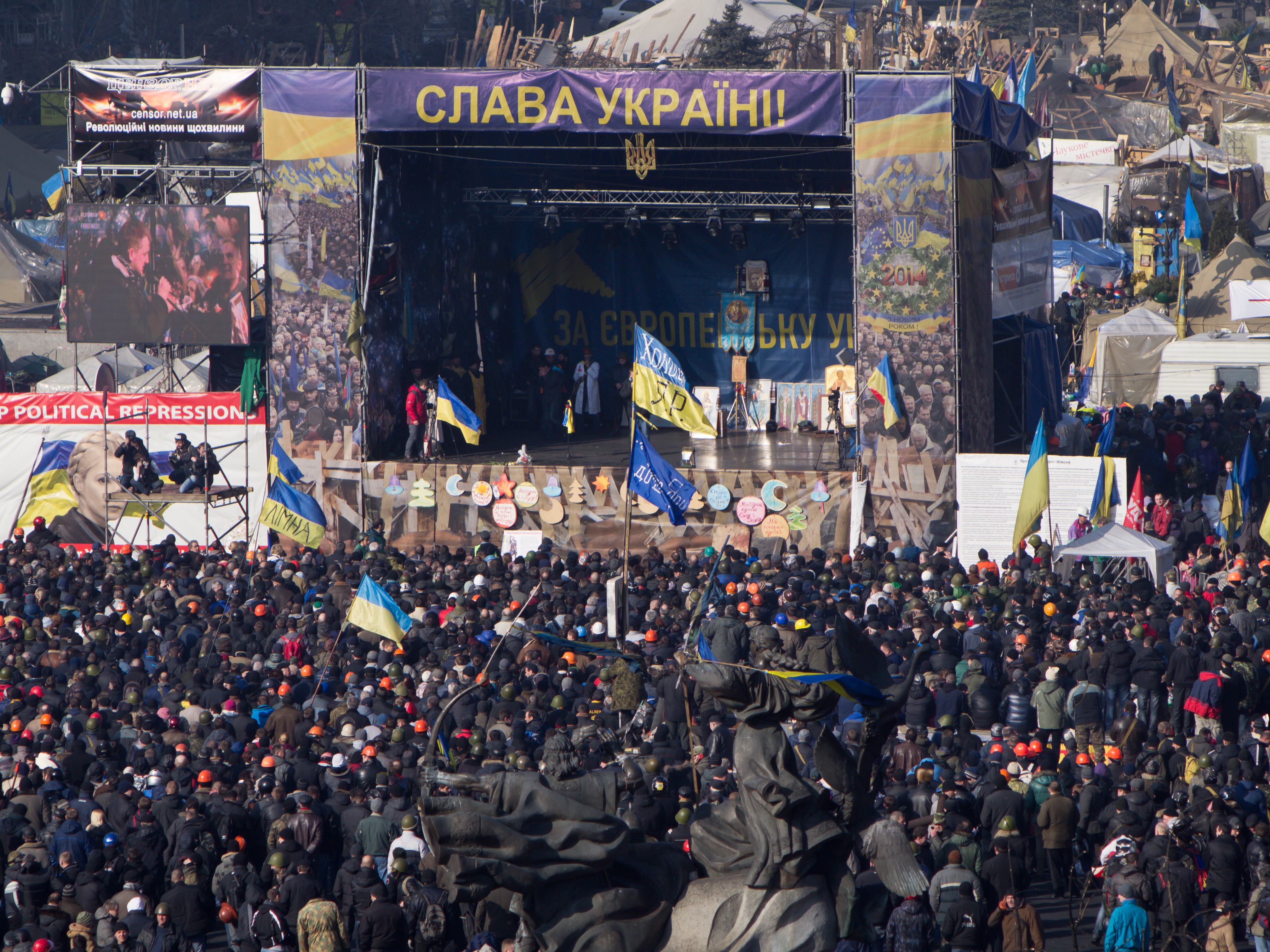
معترضان یورومیدان، ۲۱ فوریه ۲۰۱۴.

معاون رئیس ستاد نیروهای مسلح، ژنرال یوری دومانسکی، به دلیل مخالفت با دخالت ارتش در درگیری‌ها، استعفا داد. او گفت: «امروز ارتش اقدام به مداخله در درگیری‌های داخلی کرده است که می‌تواند منجر به کشته شدن دسته جمعی غیرنظامیان و سربازان شود.»حوالی نیمه شب، روزنامه‌نگار آرتم شوچنکو، با استناد به منابع خود در ستاد کل نیروهای مسلح اوکراین، اعلام کرد که کاروانی متشکل از ۱۰ نفربر زرهی بی‌تی. آر با اسکورت ماشین‌های پلیس راهنمایی و رانندگی از خلیج کازاک (قزاق)، جایی که تفنگداران ناوگان دریای سیاه روسیه در آن مستقر هستند، به سمت مقصد نامشخصی در حال حرکت هستند. به گفته شوچنکو، ۱۵۰۰ سرباز هوابرد و ۴۰۰ تفنگدار دریایی - از جمله تیپ ۲۵ هوابرد، تیپ ۱ دریایی، یگان ضد خرابکاری ۸۳۱، و دوم تفنگداران دریایی اسپتسناز - در ۲۰ فوریه و تحت فرماندهی اس بی یو برای انجام عملیات ضد تروریستی به کی‌یف منتقل شده‌اند.
پیش از برگزاری جلسه پارلمان، شایع شد که بسیاری از اعضای حزب مناطق و خانواده‌هایشان از جمله زاخارچنکو وزیرموقت کشور و ویکتور پشونکا، دادستان کل از پایتخت گریخته‌اند.
بعداً، کنشگران میدان، سربازان نیروی داخلی را که روز گذشته اسیر کرده بودند، آزاد کردند. در همین حال، نیروهای پلیس شهر رادخیف واقع در استان لویو به معترضان حاضر در کی‌یف پیوستند.
سرویس امنیتی اوکراین به‌طور رسمی به «آماده‌سازی برای انجام عملیات ضد تروریستی» پایان داد.

#### توافقنامه حل و فصل بحران سیاسی

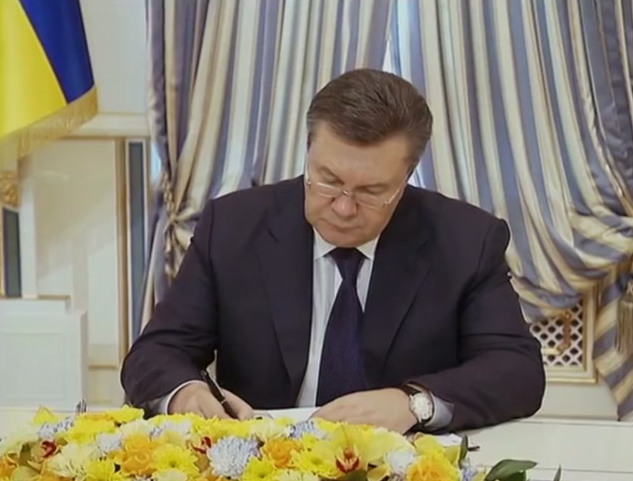
یانوکوویچ در حال امضای قرارداد ۲۱ فوریه با مخالفان.

پس از ساعت‌ها مذاکره بین فرستادگان اتحادیه اروپا شامل رادوسلاو سیکورسکی، لوران فابیوس و فرانک والتر اشتاین‌مایر با دولت اوکراین و مخالفان دولت سرانجام در ۲۱ فوریه توافقنامه سازش به دست آمد. این توافق به‌طور رسمی توافقنامه حل و فصل بحران سیاسی در اوکراین نامیده می‌شود، اما به‌طور غیررسمی به آن توافقنامه ۲۱ فوریه نیز می‌گویند؛ این توافق پس از مذاکرات شبانه بین رهبران مخالف دولت و یانوکوویچ حاصل شد. مفاد مورد توافق شامل: بازگرداندن قانون اساسی به شکلی که بین سال‌های ۲۰۰۴ و ۲۰۱۰ بوده است؛ اصلاح قانون اساسی تا سپتامبر به پایان خواهد رسید؛ انتخابات زودهنگام ریاست جمهوری حداکثر تا دسامبر ۲۰۱۴؛ تحقیق دربارهٔ خشونت‌ها تحت نظارت مشترک دولت، مخالفان و شورای اروپا؛ خودداری دولت از برقراری وضعیت اضطراری؛ عفو معترضانی که از تاریخ ۱۷ فوریه دستگیر شده‌اند؛ خروج معترضان از ساختمان‌های عمومی اشغال شده؛ مصادره سلاح‌های غیرقانونی؛ «قوانین جدید انتخاباتی» و تشکیل یک کمیسیون مرکزی انتخاباتی جدید. وزرای خارجه لهستان، فرانسه و آلمان سند توافقنامه را به عنوان شاهد امضا کردند؛ میانجی روس، ولادیمیر لوکین از امضای توافق خودداری کرد، زیرا او مأموریتی برای امضای این توافقنامه نداشت.
پارلمان اوکراین به اتفاق آرا و با رای ۳۸۶–۰ به بازگشت به قانون اساسی سال ۲۰۰۴ و سپس با رای ۳۳۲–۰ به تعلیق زاخارچنکو وزیر موقت کشور رای داد. پارلمان با تصویب لایحه‌ای دربارهٔ تغییر در قانون کیفری اجازه آزادی یولیا تیموشنکو را صادر کرد. ۳۱۰ نماینده، از جمله ۵۴ نماینده حزب مناطق و ۳۲ نماینده حزب کمونیست، به این طرح رای مثبت دادند. میکولا رودکوفسکی لایحه ای را جهت استیضاح یانوکوویچ به پارلمان ارائه کرد. همچنین پارلمان در اواخر عصر این روز مصوبه‌ای را تصویب کرد که در آن به تمام نیروهای وزارت کشور و افسران پلیس دستور داده شد به پادگان‌های خود بازگردند.

#### پیامدهای توافق

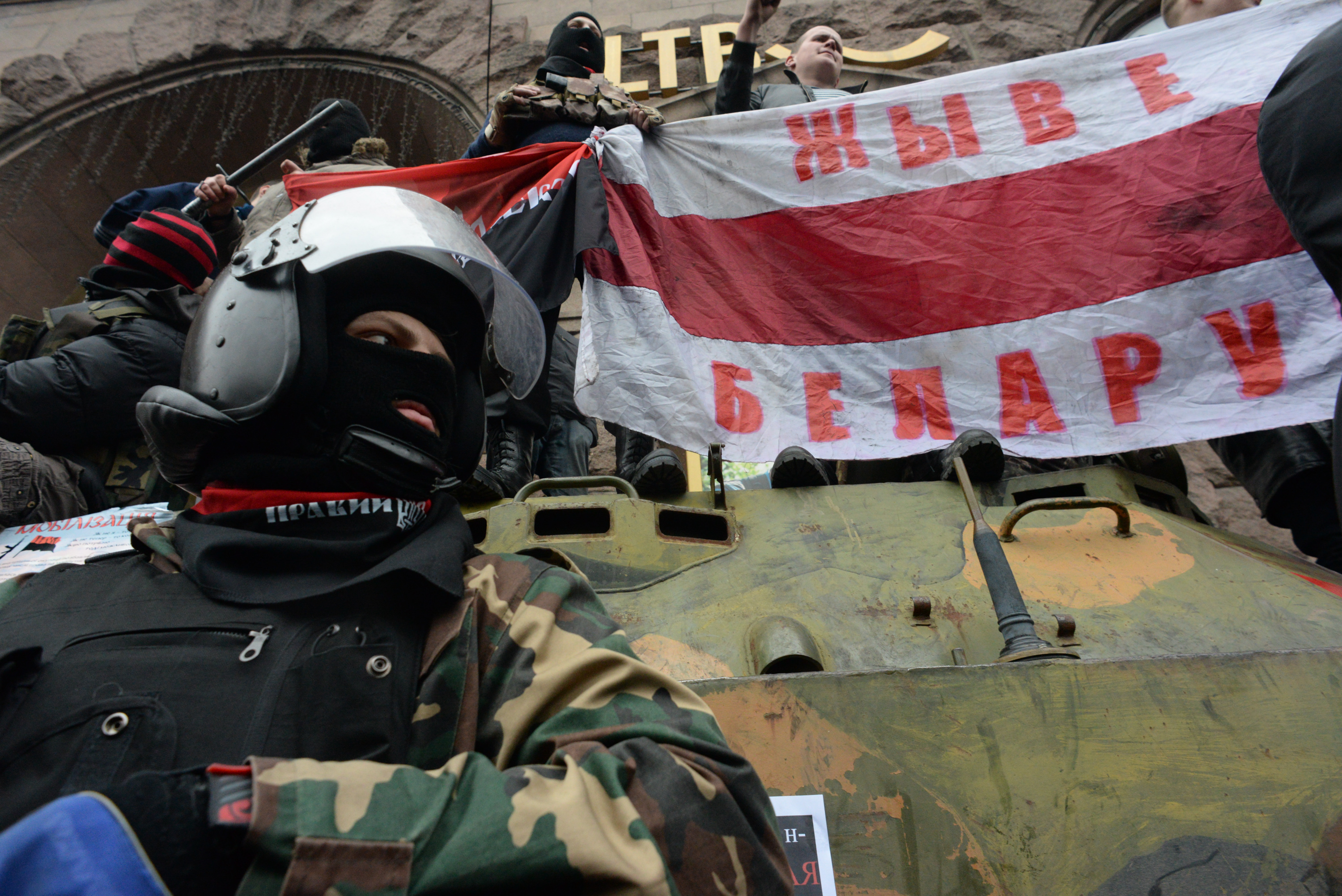
اعضای جنبش رایت سکتور که در پشت سر آنها پرچم اپوزیسیون دولت بلاروس قرار دارد.

دیمیتری یاروش، رهبر جنبش رایت سکتور، این توافق را رد کرد و گفت: «ما باید این واقعیت آشکار را بیان کنیم که رژیم جنایتکار هنوز به شدت اعمال شیطانی خود پی نبرده است.» وی در ادامه دلایل خود را برای رد این توافق که به شرح ذیل است اعلام کرد: عدم وجود سازوکاری برای دستگیری وزیر کشور زاخارچنکو؛ مجازات فرماندهان برکوت که ادعا می‌شود در قتل غیرنظامیان دست داشته‌اند؛ برکناری دادستان کل و وزیر دفاع؛ ممنوعیت حزب مناطق و حزب کمونیست؛ و تضمین امنیت برای کسانی که در فعالیت‌های ضد دولتی نقش داشته‌اند. او در ادامه خواستار ادامه «انقلاب مردمی» تا برکناری مقامات حکومتی فعلی از قدرت و تشکیل یک حکومت دموکراتیک شد. آندری پاروبی از رهبران مخالف دولت تأکید کرد که انتخابات باید در اسرع وقت برگزار شود و تکرار کرد که یکی از خواسته‌های اصلی معترضان استعفای رئیس‌جمهور یانوکوویچ است. همچنین جنبش اُتومیدان اعلام کرد که چیزی جز استعفای یانوکوویچ را نخواهد پذیرفت.
ویتالی کلیچکو از جمعیت حاضر در میدان استقلال به خاطر دست دادن با یانوکوویچ عذرخواهی کرد. معترضان با هو کردن رهبران اپوزیسیون به این توافق واکنش نشان دادند. ولودیمیر پاراسیوک از کنشگران مخالف دولت، هشدار داد که اگر یانوکوویچ تا ساعت ۱۰:۰۰ فردا استعفا ندهد، شورش مسلحانه صورت خواهد گرفت. خانه تابستانی ویکتور مدودچوک، سیاستمدار طرفدار روسیه که در خارج از شهر کی‌یف قرار داشت به آتش کشیده شد.
اواخر بعدازظهر، صدها افسر پلیس ضد شورش که از محوطه ساختمان ریاست جمهوری و سایر ساختمان‌های دولتی محافظت می‌کردند از این اماکن خارج شدند. رادوسلاو سیکورسکی، وزیر امور خارجه لهستان، خروج پلیس را «تعجب‌آور» توصیف کرد و خاطرنشان کرد که این اتفاقات بخشی از توافقنامه نبوده است. پلیس ضدشورش در اوایل صبح شروع به خروج از این اماکن کرد زیرا می‌ترسیدند دولت یانوکوویچ مسئولیت خشونت را به گردن آنها بیاندازید و همچنین ترس از اینکه معترضان با اسلحه‌هایی که در ۱۸ فوریه و در جریان اشغال ساختمان‌های دولتی در لویو (حدود ۱۲۰۰ قبضه اسلحه شامل تپانچه و کلاشینکف توسط معترضان ضبط شده بود) به دست آورده بودند به آنها حمله کنند. وزارت کشور اوکراین بدون وزیر و سرپرست ماند. معاون وزیر کشور ویکتور دوبوویک به پلیس ضد شورش دستور ترک شهر را ابلاغ کرد، اما مشخص نیست که چه مقامی این دستور را صادر کرده است. سرهی پاشینسکی از اعضای اپوزیسیون، بیش از ۵۰۰۰ نفر از نیروهای وزارت کشور و سایر نیروهای ویژه را جهت خروج از شهر اسکورت کرد. پس از خروج نیروهای پلیس ضد شورش، آندری پاروبی گزارش داد که نیروهای دفاع شخصی یورومیدان به‌طور مسالمت آمیز کنترل کی‌یف و ساختمان‌های دولتی آن را به دست گرفته‌اند و ارتش در کنار مخالفان دولت ایستاده است.
پس از خروج ۲۸ نماینده از فراکسیون حزب مناطق، ائتلاف پارلمانی جدید ایجاد شد. در فراکسیون باقی مانده، «گروهی متشکل از ۳۱ نماینده با موقعیت ویژه» توسط سرگئی تیگیپکو تشکیل شد او در این باره گفت: اعضای این گروه «نظر خود را دارند» و قصد دارند سایر نمایندگان حزب مناطق را متقاعد کنند «به تدریج رای دهند.» تیگیپکو در ادامه گفت که این گروه در مورد ترک حزب مناطق بحث نمی‌کند و آمادگی رای دادن به لایحه مربوط به استعفای ویکتور یانوکوویچ را ندارد.

### برکناری یانوکوویچ

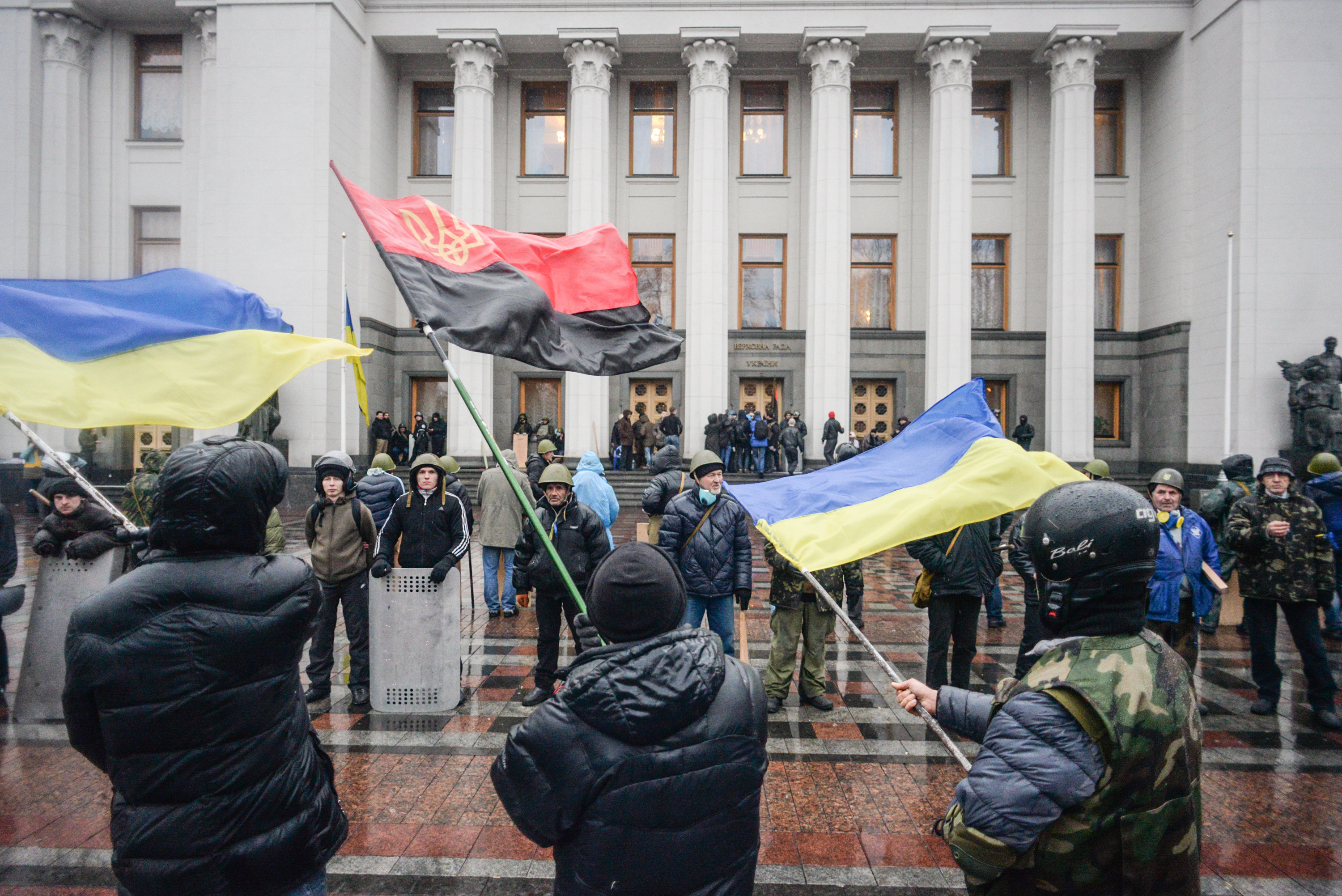
کنش‌گران طرفدار انقلاب روبه‌روی رادا، ۲۲ فوریه ۲۰۱۴

رئیس‌جمهور یانوکوویچ روز ۲۱ فوریه و پارلمان روزهای ۲۲ و ۲۳ فوریه را "به دلیل تلفات جانی ناشی از ناآرامی‌های جمعی" روزهای عزای عمومی اعلام کردند."
در ۲۲ فوریه، هیچ اطلاعی از یانوکوویچ در دسترس نبود. علی‌رغم گزارش رسانه‌ها مبنی بر پرواز یانوکوویچ به خارکوف محل اختفای او نامعلوم بود (طبق گفته فرماندار وقت منطقه خارکوف، میخایلو دوبکین، یانوکوویچ در آن روز در خارکوف بوده است) اولکساندر تورچینوف گفت که اکثر وزرا ناپدید شده‌اند، از جمله زاخارچنکو وزیر کشور که گزارش شده به بلاروس گریخته است.
در ۲۲ فوریه مجلس جلسه اضطراری تشکیل داد. ولودیمیر ریباک، رئیس پارلمان صبح همین روز به دلیل بیماری استعفای خود را از سمت ریاست پارلمان اعلام کرد. سپس پارلمان الکساندر تورچینوف را به عنوان رئیس انتخاب کرد. بر اساس قانون اساسی ۲۰۰۴ که پارلمان به بازگرداندن آن رأی داده بود، در صورتی که رئیس‌جمهور استعفا دهد یا نتواند وظایف خود را انجام دهد، اختیارات رئیس‌جمهور به رئیس پارلمان منتقل می‌شود. در حالی که در قانون اساسی سابق [۲۰۱۰] بیان شده بود که اختیارات رئیس‌جمهور در صورت برکناری به نخست‌وزیر منتقل خواهد شد. سرهی آربوزوف، نخست‌وزیر موقت نیز در این روز ناپدید شد.
بعد از ظهر، رادا با ۳۲۸ رای موافق (۷۲٫۸٪ از اعضای پارلمان) به برکناری یانوکوویچ از سمت خود و برنامه‌ریزی انتخابات ریاست جمهوری زودهنگام برای ۲۵ مه رای داد. در این مصوبه آمده بود با توجه به این که یانوکوویچ از انجام وظایف مندرج در قانون اساسی سرباز زده و این امر «اداره کشور، تمامیت ارضی و حاکمیت اوکراین را تهدید می‌کند» و همچنین «شرایط بسیار فوری کشور» پارلمان رأی به برکناری رئیس‌جمهور می‌دهد. مصوبه برکناری یانوکوویچ از حمایت تمام احزاب مخالف برخوردار شد: ۸۶ نماینده حزب میهن، ۴۱ نماینده حزب اتحاد دموکراتیک اوکراین برای اصلاحات (UDAR)، ۳۶ نماینده حزب سوبودا (حزب آزادی)، ۳۰ نماینده حزب کمونیست، ۹۹ نماینده مستقل و ۳۶ نماینده حزب مناطق به برکناری یانکوویچ رای مثبت دادند. هیچ رای مخالفی برای برکناری یانکوویچ ثبت نشد. از ۴۵۰ نماینده رادا ۱۱۵ نفر غایب و ۶ نفر نیز رای نداند. روند برکناری یانکوویچ با روند مشخص شده در قانون اساسی هیچ سنخیتی نداشت. براساس قانون اساسی اوکراین، رئیس‌جمهور در صورت خیانت یا سایر جنایت استیضاح خواهد شد و برای این کار پرونده استیضاح باید توسط دادگاه قانون اساسی بررسی و به تصویب سه چهارم نمایندگان پارلمان - حداقل ۳۳۸ رای موافق - برسد.
بر اساس قانون اساسی ۲۰۰۴، تورچینوف رئیس پارلمان به عنوان رئیس‌جمهور موقت انتخاب شد.تورچینوف مدعی شد که یانوکوویچ با استعفا از مقام ریاست جمهوری موافقت کرده بود، اما پس از مشورت با مشاورانش نظر خود را تغییر داده است. یانوکوویچ گفت که استعفا نداده است و این کار را انجام نمی‌دهد، کشور را نیز ترک نخواهد کرد و تصمیمات پارلمان را «غیرقانونی» خواند. وی افزود: وقایعی که کشور ما و کل جهان شاهد آن است، نمونه ای از کودتا است و آن را با ظهور حزب نازی در آلمان، در دهه ۱۹۳۰ مقایسه کرد.

#### ناپدید شدن و پیگرد قانونی
پس از تشریفات پارلمانی برای انتقال قدرت به دولت موقت جدید، دادستان کل پشونکا و وزیر درآمد و وظایف، الکساندر کلیمنکو تلاش کردند به روسیه فرار کنند اما مرزبانان از خروج آنها جلوگیری کردند. به گفته سرویس مرزی دولتی، یانوکوویچ نیز سعی کرد با یک پرواز چارتر از طریق دونتسک فرار کند، اما مرزبانان مانع او شدند. مرزبانان «با گروهی از مردان مسلح روبرو شدند که برای پرواز بدون مجوز به آنها پول پیشنهاد دادند.» یانوکوویچ سپس با خودروی زرهی آنجا را ترک کرد و محل اختفای او نامشخص اعلام شد. زاخارچنکو وزیر کشور سابق نیز سعی کرد از طریق فرودگاه دونتسک فرار کند اما مرزبانان مانع او شدند.
در ۲۳ فوریه، اوله لیاشکو، معاون پارلمان ادعا کرد که یانوکوویچ در پایگاه دریایی روسیه در سواستوپل دیده شده است و در حال آماده شدن برای فرار از کشور با کشتی نظامی روسیه است. روزنامه‌نگار تتیانا چورنوول حدس زد که او در واقع سعی کرده با قایق تفریحی شخص‌اش که در سواستوپل قرار داشت فرار کند. بر اساس شهادت یکی از محافظان یانوکوویچ در دادگاه، یانوکوویچ و خانواده‌اش با هلیکوپتر از خارکوف به دونتسک پرواز کردند، سپس به سمت بردیانسک در دریای آزوف رفتند، از آنجا با هلیکوپترهایی با نشان‌های نظامی روسی پرواز کردند سپس با دو پرواز دیگر به تأسیسات نظامی روسیه در یالتا واقع در کریمه منتقل شدند از آنجا نیز به پایگاه نظامی روسیه در سواستوپل حرکت کردند و اواخر روز ۲۳ فوریه آنجا را ترک کردند.
در ۲۴ فوریه، آواکوف، سرپرست وزارت کشور، اعلام کرد که یانوکوویچ در فهرست افراد تحت تعقیب قرار گرفته و برای او و سایر مقامات «پرونده ای جنایی دربارهٔ کشتار جمعی غیر نظامیان باز شده است.»
در ۲۵ فوریه، پارلمان از دیوان کیفری بین‌المللی خواست برای مقامات ارشد اوکراینی، از جمله یانوکوویچ، دادگاه تشکیل و آنان را به جرم جنایات علیه بشریت که در جریان «اعتراضات مسالمت‌آمیز شهروندان» از ۲۱ نوامبر ۲۰۱۳ تا ۲۲ فوریه ۲۰۱۴ مرتکب شده‌اند محاکمه کند. در ۲۶ فوریه، اوله ماخنیتسکی سرپرست دادستانی کل اوکراین گفت یانوکوویچ و زاخارچنکو تحت تعقیب بین‌المللی قرار گرفته‌اند. دفتر مطبوعاتی دادستانی کل اوکراین تعدادی از مقامات ارشد سابق اوکراین را به عنوان مظنونان پرونده جنایی کشتار مردم در جریان اعتراضات ضد دولتی معرفی کرد که شامل یانوکوویچ؛ آندری کلیویف، رئیس سابق نهاد ریاست جمهوری؛ پشونکا، دادستان کل سابق؛ زاخارچنکو وزیر کشور سابق؛ یاکیمنکو رئیس سابق اس بی یو؛ فرمانده نیروهای داخلی استانیسلاو شولیاک؛ و تعدادی دیگر می‌شد.

## عواقب و دولت جدید
در ۲۲ فوریه، یولیا تیموشنکو از زندان آزاد شد و برای جمعیت ۱۰۰۰۰۰ نفره حاضر در میدان استقلال سخنرانی کرد. در همان روز، پارلمان آرسن آواکوف را به عنوان سرپرست وزارت کشور منصوب کرد. پارلمان با رای عدم اعتماد به ویکتور پشونکا او را از سمت دادستانی کل اوکراین برکنار کردند.
در ۲۳ فوریه و در دومین روز از عزای ملی، پارلمان به لغو قانون سیاست‌های زبانی رای داد که به موجب آن در برخی مناطق به زبان‌های روسی، رومانیایی و مجارستانی وضعیت رسمی زبان‌های منطقه‌ای داده شده بود. با این حال، این اقدام پارلمان بعداً توسط رئیس‌جمهور موقت وتو شد او در این باره گفت تا زمانی که قانون جدید حمایت از اقلیت‌های زبانی تدوین نشود، این لایحه را امضا نخواهد کرد. در این روز، پارلمان لئونید کوژارا وزیر امور خارجه، رایسا بوگاتیرووا وزیر بهداشت و دیمیترو تاباچنیک وزیر آموزش و پرورش را برکنار کرد و ملک خصوصی مژی هیریا که متعلق به یانوکوویچ بود را ملی اعلام کرد. احکام بازداشت اولکساندر کلیمنکو وزیر سابق درآمد و ویکتور پشونکا دادستان کل سابق صادر شد. پارلمان همچنین اصلاحاتی را به تصویب رساند که به موجب آن دوباره قدرت انتصاب و عزل قضات که پیش از این در اختیار شورای عالی دادگستری بود را به دست آورد.
متروی کی‌یف دوباره به‌طور کامل فعال شد، از جمله ایستگاه میدان نزاله ژنوستی که در ۲۴ فوریه دوباره شروع به کار کرد.
در ۲۴ فوریه، پارلمان ناتالیا کورولفسکا، وزیر سیاست‌های اجتماعی و لئونید نووخاتکو، وزیر فرهنگ، را برکنار کرد؛ همچنین پارلمان ایهور سورکین رئیس بانک ملی اوکراین را برکنار و استپان کوبیو را جایگزین او کرد. پارلمان در این روز، پس از برکناری الکساندر یاکیمنکو از ریاست سرویس امنیتی اوکراین (اس بی یو)، والنتین نالیوایچنکو را به عنوان رئیس اس بی یو منصوب کرد. الکساندر یفرموف رهبر فراکسیون حزب مناطق گفت که حزب مناطق اوکراین در حال تبدیل شدن به اپوزیسیون دولت جدید است. هفتاد و هفت نفر از نمایندگان حزب مناطق طی چند روز گذشته از این فراکسیون خارج شدند.
روز سه شنبه، ۲۵ فوریه، رئیس‌جمهور موقت تورچینوف خواستار تشکیل یک دولت وحدت ملی تا روز پنجشنبه شد. (دو روز قبل، او خواستار تشکیل چنین دولتی تا روز سه شنبه شده بود) همچنین در ۲۵ فوریه، آناتولی کیناخ و ۳۲ نماینده دیگر، که اکثراً از اعضای سابق حزب مناطق بودند، فراکسیون توسعه اقتصادی را ایجاد کردند.
تورچینوف در ۲۶ فوریه فرماندهی کل نیروهای مسلح اوکراین را بر عهده گرفت.
در ۲۷ فوریه ۲۰۱۴ دولت اول یاتسنیوک تشکیل شد. کابینه ائتلافی از احزاب حزب میهن، حزب دموکراتیک اوکراین برای اصلاحات، سووبودا، فراکسیون‌های پارلمانی توسعه اقتصادی، اوکراین مستقل اروپایی و سایر نمایندگان تشکیل شد.

### تحولات حقوقی
در ۲۴ فوریه، پارلمان تصمیم به آزادی همه زندانیان سیاسی، از جمله پدر و پسری که متهم پرونده جنایی پاولیچنکو بودند گرفت. پارلمان اوکراین پنج قاضی دادگاه قانون اساسی را که از سهمیه پارلمان منصوب شده بودند به دلیل نقض سوگند برکنار کرد.
پارلمان پیشنهاد برکناری دو قاضی منصوب شده توسط رئیس‌جمهور را داد و همچنین از شورای قضات اوکراین خواست تا ظرف سه روز کنگره فوق‌العاده ای را برای بررسی اخراج پنج قاضی دادگاه قانون اساسی منصوب شده توسط این شورا تشکیل دهد. پارلمان به دادستان کل اوکراین مأموریت داد تا رسیدگی کیفری دربارهٔ همه قضاتی که [قضات دادگاه قانون اساسی] در جریان روند اصلاحات قانون اساسی در تاریخ ۳۰ سپتامبر ۲۰۱۰ (شماره ۲۰-rp/۲۰۱۰) دخیل بوده‌اند را آغاز کند. در ۲۷ فوریه، قضات دادگاه قانون اساسی نامه‌ای به سازمان‌های اروپایی، سازمان‌های بین‌المللی و نهادهای حقوق بشری ارسال کردند و در آن قطعنامه پارلمان را خلاف قانون اساسی اوکراین دانستند.
در ۲۷ فوریه، یانوکوویچ به سرقت ۷۰ میلیارد دلار از بودجه دولتی متهم شد.
سرویس امنیت اوکراین، رئیس سابق سرویس ضد جاسوسی خود، ولودیمیر بیک، را دستگیر کرد. در ۳ ژوئیه ۲۰۱۴، نخست‌وزیر سابق میکولا آزارف به اتهام سوء استفاده از قدرت در لیست افراد تحت تعقیب بین‌المللی قرار گرفت.

### کنفرانس مطبوعاتی یانوکوویچ و پاسخ روسیه
در ۲۸ فوریه، یانوکوویچ یک کنفرانس مطبوعاتی در جنوب روسیه برگزار کرد و به سوالات خبرنگاران که عمدتاً روس بودند پاسخ داد. او گفت که انتخابات زودهنگام ریاست جمهوری که قرار است در اواخر ماه مه برگزار شود، غیرقانونی است و او «در آن شرکت نخواهد کرد.» وی همچنین گفت که توافق ۲۱ فوریه می‌توانست اوضاع را آرام کند اما مخالفان با آن موافقت نکردند.
روسیه سرنگونی یانوکوویچ را یک کودتای غیرقانونی (و "تصرف قدرت از طریق نظامی") می‌دانست و دولت موقت را به رسمیت نمی‌شناخت.
در ۱ مارس، پارلمان روسیه درخواست رئیس‌جمهور ولادیمیر پوتین برای استقرار نیروهای روسیه در اوکراین را تصویب کرد.
پوتین در ۲۴ مارس ۲۰۱۴ با اشاره به انتخابات ریاست جمهوری اوکراین اظهار داشت: «ما به انتخاب مردم اوکراین احترام می‌گذاریم و با مقاماتی که بر اساس این انتخابات بر سر کار خواهند آمد همکاری خواهیم کرد.»

### سانسور
در ۱۱ مارس ۲۰۱۴، شورای ملی پخش تلویزیونی و رادیویی اوکراین به همه شرکت‌های تلویزیونی دستور داد که پخش بین‌المللی تعدادی از کانال‌های روسی از جمله کانال‌های دولتی راسیا-۱، کانال یک روسیه، ان‌تی‌وی، روسیه ۲۴ را متوقف کنند.

### پاکسازی دولتی
در ۲۶ فوریه، ایهور سوبولف به عنوان رهبری کمیته پاکسازی در دولت جدید یاتسنیوک معرفی شد. ماه‌ها بعد، در ۱۴ اوت ۲۰۱۴، مجلس لایحه‌ای را در مورد اتخاذ «روش‌هایی برای انجام بازرسی از مقامات دولتی و افرادی که برای پست‌های دولتی نامزد شده‌اند با هدف تصمیم‌گیری در مورد اینکه آیا آنها معیارهای لازم برای تصدی پست مربوطه را دارند یا خیر» تصویب کرد.
قانون پاکسازی، اکثر مقاماتی را که در دولت یانوکوویچ مشغول به کار بودند از دولت حذف کرد و بیش از یک میلیون نفر را تحت تأثیر قرار داد. ولودیمیر یاورسکی از گروه حمایت از حقوق بشر خارکوف این اقدام پارلمان را «غیر معقول» و «نقض جدی و سیستماتیک حقوق بشر» خواند او در ادامه افزود که این تصمیم بدین معنی است که افراد زیادی شغل خود را از دست خواهند داد از جمله مقاماتی که به راحتی نمی‌توان جایگزینی برای آنها پیدا کرد.

### انحلال برکوت
در ۲۵ فوریه، آواکوف وزیر کشور موقت اوکراین فرمان انحلال برکوت را امضا کرد. در ماه مارس، ولادیمیر کولوکولتسف وزیر کشور روسیه اعلام کرد که واحد کریمه برکوت نام خود را حفظ و در وزارت کشور روسیه ادغام خواهد شد. هر دو این مناطق کاملاً تحت کنترل روسیه هستند.

### اعتراضات علیه دولت جدید
به گفته کتی یانگ، مخالفان جنبش میدان در تظاهرات، پوسترهای خیابانی، پست‌های اینترنتی و حتی سخنرانی در جمع معترضان، دولت جدید را یک گروه یهودی که به دنبال استفاده از اوکراینی‌ها برای دفاع از منافع یهودیان ثروتمند است معرفی و مورد هجمه قرار دادند، آنها انقلاب را به عنوان یک «کودتای صهیونیستی» به تصویر کشیدند.

#### جنوب و شرق اوکراین

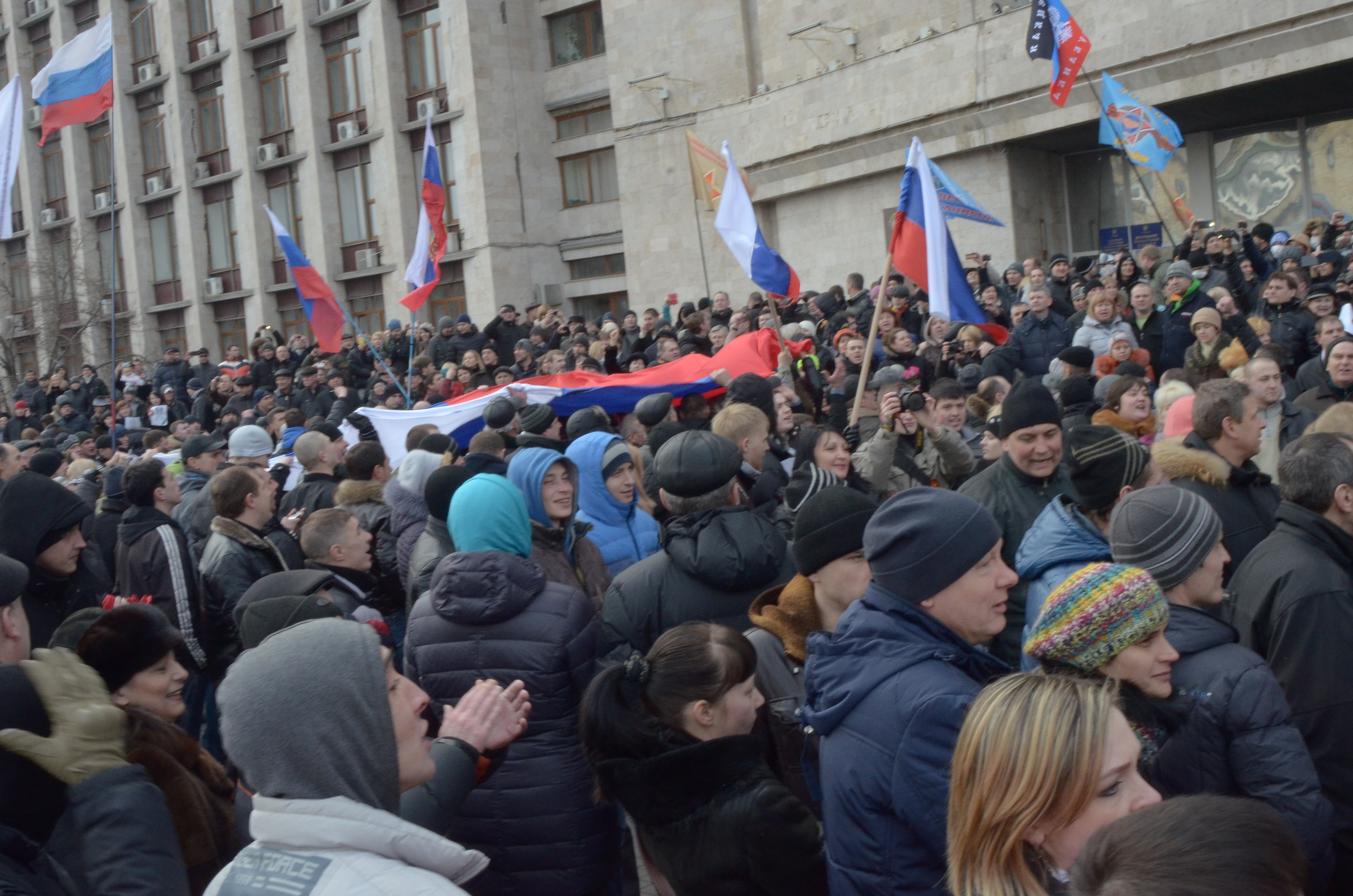
معترضان طرفدار روسیه در دونتسک، ۱ مارس ۲۰۱۴.

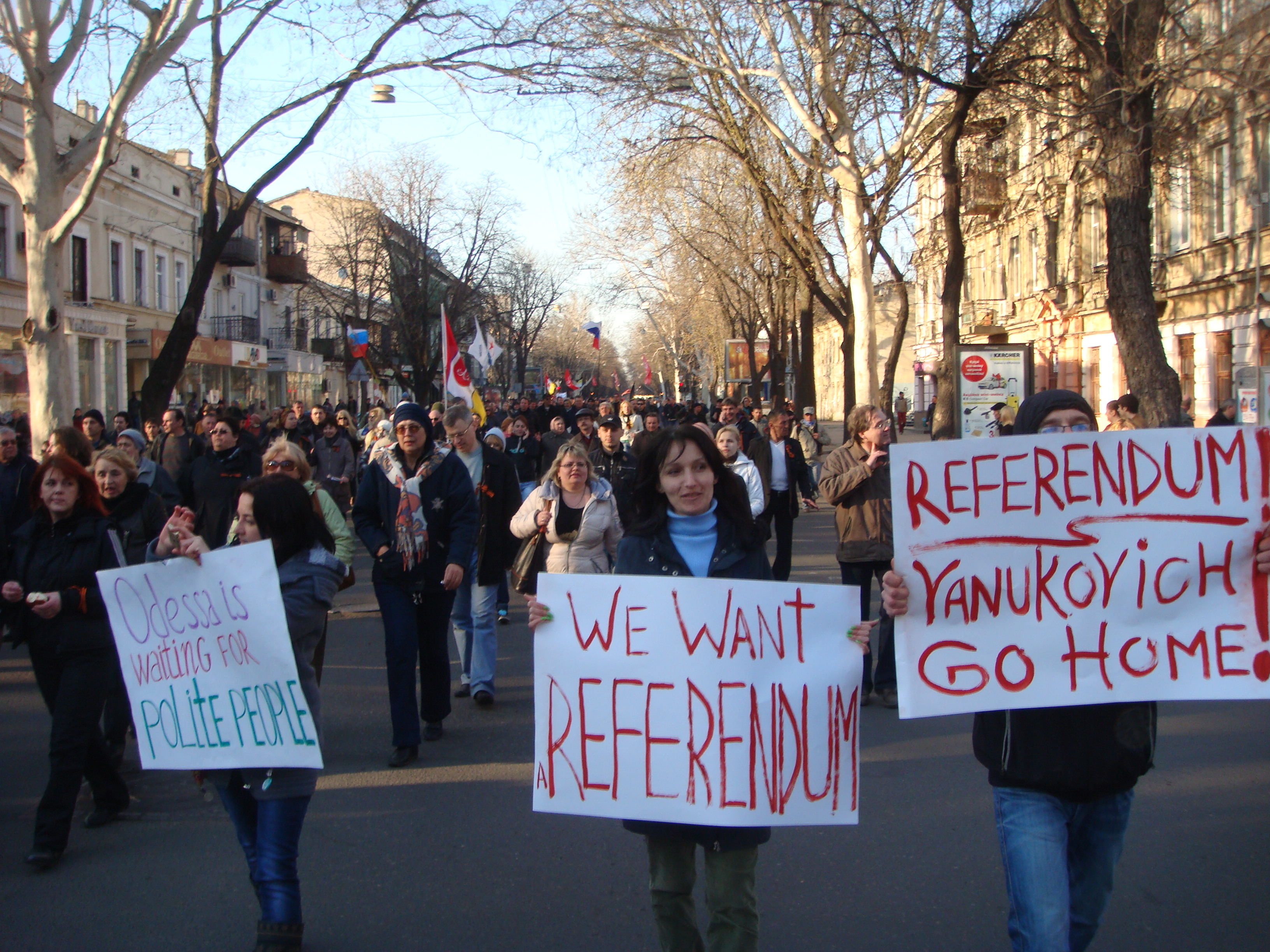
راهپیمایی کنشگران طرفدار روسیه در خیابان‌های اودسا، ۳۰ مارس ۲۰۱۴.

جبهه اوکراین (سازمان طرفدار روسیه) در ۲۲ فوریه جلسه‌ای را با حضور نمایندگانی از مناطق شرقی، جنوبی و جنوب شرقی اوکراین برگزار کرد. آندری کلیویف، یکی از سازمان‌دهندگان این رویداد، گفت که این گروه قصد دارد دربارهٔ فدرال‌سازی کشور به مناطق نیمه خودمختار بحث کند. یانوکوویچ پس از توافق با مخالفان و مصوبات پارلمان، برای شرکت در کنگره جبهه اوکراین از کی‌یف به خارکوف پرواز کرد؛ منابع گزارش دادند که نیروهای برکوت در انتظار این رویداد در خارکوف تجمع کرده‌اند. یوری لوتسنکو گزارش داد، در نیمه شب ۲۲ فوریه، اس بی یو شروع به تشکیل پرونده جنایی علیه میخائیل دوبکین فرماندار خارکوف و شهردار این شهر هنادی کرنس به دلیل حمایت از جدایی طلبی کرده است.
در این کنگره، نمایندگان با تصویب قطعنامه ای اعلام کردند که آماده هستند مسئولیت حفاظت از نظم و قانون اساسی در قلمرو خود را بر عهده بگیرند. آنها اظهار داشتند که وقایع اخیر در کی‌یف، دولت مرکزی را فلج و کشور را بی‌ثبات کرده است. آنها همچنین بیانیه‌ای را در رد اختیارات پارلمان امضا کردند. وزارت کشور گزارش داد که فرماندار دوبکین و شهردار کرنس به روسیه گریخته‌اند.
در ۲۳ فوریه، پارلمان لایحه‌ای را جهت لغو قانون اقلیت‌های زبانی تصویب کرد. اگر این لایحه توسط رئیس‌جمهور امضا می‌شد، زبان روسی به عنوان یکی از اقلیت‌های زبانی اوکراین از بین می‌رفت، اکثر جمعیت مناطقی مانند کریمه به زبان روسی صحبت می‌کنند. روزنامه کریسچن سایِنس مانیتور گزارش داد که این لایحه «فقط خشم مناطق روسی زبان را برانگیخت، زیرا آنها این اقدام را دلیل بیشتری می‌دانستند که معترضان ضد دولت که در کی‌یف باعث سرنگونی دولت یانوکوویچ شدند، قصد در دستور کار قرار دادن یک برنامه ملی‌گرایانه را دارند». تورچینوف، رئیس‌جمهور موقت، این لایحه را در ۲۸ فوریه وتو کرد.
همچنین در ۲۳ فوریه، درگیری‌هایی در خارکوف بین هزاران معترض موافق و مخالف دولت رخ داد؛ معترضان مانع ورود شهردار کرنس به ساختمان شورای شهر شدند. معترضان طرفدار روسیه مشغول محافظت از مجسمه ولادیمیر لنین در مرکز شهر خارکوف بودند، اما معاون اداره منطقه ای دولت اعلام کرد که بدون توجه به این موضوع مجسمه در ۲۵ فوریه از مرکز شهر برچیده خواهد شد.
در ۲۴ فوریه، آواکوف، سرپرست وزارت کشور، خبر از تشکیل یک پرونده جنایی علیه یِوهن ژیلین، رهبر سازمان اوپلوت (ضد جنبش یورومیدان) مستقر در خارکوف داد.
در ۱ مارس، هزاران نفر در خارکوف، دونتسک، سیمفروپول، اودسا، لوهانسک، ملیتوپول، یفپاتوریا، کرچ و ماریوپول علیه دولت جدید تظاهرات کردند. نظرسنجی‌های عمومی در ماه آوریل نشان داد که اکثر مردم در مناطق شرقی اوکراین تمام بخش‌های دولت را نامشروع می‌دانند. نیمی از پاسخ دهندگان معتقد بودند که رئیس‌جمهور تورچینوف «به‌طور غیرقانونی این جایگاه را اشغال کرده است.» تقریباً نیمی از آنها همین نظر را در مورد نخست‌وزیر یاتسنیوک داشتند. با این حال، نزدیک به ۷۰ درصد موافق بودند که یانوکوویچ نیز رئیس‌جمهور قانونی اوکراین نیست.

#### شبه جزیره کریمه
پس از انقلاب اوکراین، بحران جدایی شبه جزیره کریمه آغاز شد. در ۱ مارس ۲۰۱۴، یانوکوویچ درخواستی کتبی برای ولادیمیر پوتین ارسال کرد و از او خواست «برای برقراری مشروعیت، صلح، قانون و نظم، ثبات و دفاع از مردم اوکراین» نیروی نظامی به اوکراین اعزام کند. در این روز، پوتین از پارلمان درخواست کرد تا مجوز اعزام نیرو به اوکراین را تصویب کند که در نهایت پارلمان با این درخواست موافقت کرد. بر این اساس، نیروهای روسیه در سراسر کریمه و جنوب شرق اوکراین بسیج شدند. تا ۲ مارس، نیروهای روسیه کنترل کامل کریمه را در دست گرفتند.

### تخریب بناهای تاریخی به جا مانده از شوروی
بنای یادبود فیلد مارشال روسی میخائیل کوتوزوف در شهر برودی در غرب اوکراین تخریب شد. جنبش رایت سکتور مسئول بیشتر این تخریب‌ها بود. علاوه بر این، مجسمه ای که به افتخار سربازان شوروی در شهر استری در غرب اوکراین قرار داشت برداشته شد. در اوایل دسامبر ۲۰۱۳، افراد ناشناس مجسمه ساخته شده به احترام کارگران کارخانه آرسنال کی‌یف که در سال ۱۹۱۸ درگذشته بودند را به رنگ قرمز و سیاه (شبیه به پرچم ارتش شورشی ملی‌گرای اوکراین) رنگ آمیزی کردند. در ۲۸ فوریه، دو بنای یادبود سربازان شوروی که در جنگ جهانی دوم و جنگ افغانستان جنگیده بودند در شهر دنیپروپتروفسک، تخریب و بر روی آنها شعارهای ملی گرایانه نوشته شد. وزارت امور خارجه روسیه در حساب توییتر خود به زبان انگلیسی، هدف قرار دادن بناهای تاریخی روسیه و شوروی را «وندالیسم روس‌هراسی» و «هتک حرمت» توصیف کرد و خواستار توقف آن شد.

### اقتصادی
در ماه مه ۲۰۱۴، صندوق بین‌المللی پول بسته‌ای به ارزش ۳٫۲ میلیارد دلار برای ایجاد ثبات در اوکراین به این کشور پرداخت کرد. صندوق بین‌المللی پول اصلاح یارانه‌ها در اوکراین را جزو شروط توافق با اوکراین اعلام کرد و همچنین از اوکراین خواستند که فساد را سرکوب و به حمایت بانک مرکزی از واحد پول اوکراین پایان دهد. توافق با صندوق بین‌المللی پول راه را برای حمایت‌های مالی بیشتر اتحادیه اروپا و ایالات متحده باز خواهد کرد. اتحادیه اروپا اعلام کرد بسته حمایت مالی این اتحادیه به ارزش ۱٫۶ میلیارد یورو مشروط به توافق اوکراین با صندوق بین‌المللی پول است.

### ورزشی
در ۱۹ فوریه ۲۰۱۴، یوفا اعلام کرد که به دلیل ناآرامی‌ها، تصمیم گرفته است مکان برگزاری بازی دور سی و دوم لیگ اروپا ۲۰۱۳–۲۰۱۴ بین دینامو کی‌یف و والنسیا را از ورزشگاه المپیک کی‌یف به ورزشگاه جی‌اس‌پی در نیکوزیا، قبرس تغییر دهد.
دینامو کی‌یف و سایر باشگاه‌های شرکت کننده در مرحله یک‌هشتم نهایی، قبل از بازی برای قربانیان ناآرامی‌های کی‌یف یک دقیقه سکوت کردند و ورزشکاران با بازوبند مشکی بازی کردند.
در ۲۵ فوریه، ادامه بازی‌های سوپر لیگ بسکتبال اوکراین فصل ۲۰۱۳–۱۴ به تعویق افتاد. در ۲۶ فوریه، برگزاری نیم فصل دوم ۲۰۱۳–۲۰۱۴ لیگ برتر فوتبال اوکراین به دلیل وضعیت این کشور به حالت تعلیق درآمد.
در ۳ مارس، محل برگزاری یک بازی دوستانه برنامه‌ریزی شده بین ایالات متحده و اوکراین که قرار بود در خارکوف برگزار شود به دلیل نگرانی‌های امنیتی به نیکوزیا منتقل شد.
سه بازی پلی آف خانگی تیم هاکی دونباس در لیگ هاکی قاره ای از ورزشگاه دروژبا دونتسک به ورزشگاه اسلاونفت در براتیسلاوا، اسلواکی منتقل شد. پس از انجام بازی هفتم از دور اول در برابر دینامو ریگا و بازی‌های سوم و چهارم از دور دوم مقابل لِو پراها در براتیسلاوا، پایتخت اسلواکی، این تیم برای انجام بازی ششم از دور دوم مقابل لِو به دونتسک بازگشت.

### افکار عمومی
یک نظرسنجی در دسامبر ۲۰۱۶ توسط مؤسسه بین‌المللی جامعه‌شناسی کی‌یف نشان داد که ۳۴ درصد از پاسخ دهندگان در مناطق تحت کنترل دولت، تغییر قدرت را به عنوان یک «کودتای مسلحانه غیرقانونی» و ۵۶ درصد از پاسخ دهندگان به عنوان «انقلاب مردمی» تلقی می‌کنند.

### امضاء توافقنامه اتحادیه اروپا-اوکراین
دولت نخست یاتسنیوک در ۲۱ مارس ۲۰۱۴ توافقنامه اتحادیه اروپا و اوکراین را امضا کرد. پس از برگزاری انتخابات ریاست جمهوری در ماه مه ۲۰۱۴، اوکراین توافق جامع تجارت آزاد (DCFTA) را با اتحادیه اروپا امضا کرد.

### خودکشی مقامات سابق دولت
پس از انقلاب کرامت مشخص شد که هشت مقام سابق مرتبط با حزب مناطق دست به خودکشی زده‌اند. هنگامی که مجله نیوزویک در تابستان ۲۰۱۵ از دفتر دادستانی کل در مورد این مرگ‌ها سؤال کرد، دفتر پاسخ داد که تمام اطلاعات مربوط به این مرگ‌ها یک راز دولتی است. دفتر دادستانی بعداً گفت که چهار مورد از مرگ‌ها به عنوان قتل در حال بررسی است. یک نفر نیز به قتل در پرونده مرگ دادستان سرگئی مِلنیچوک (پنجمین مرگ) متهم شد.

## تلفات

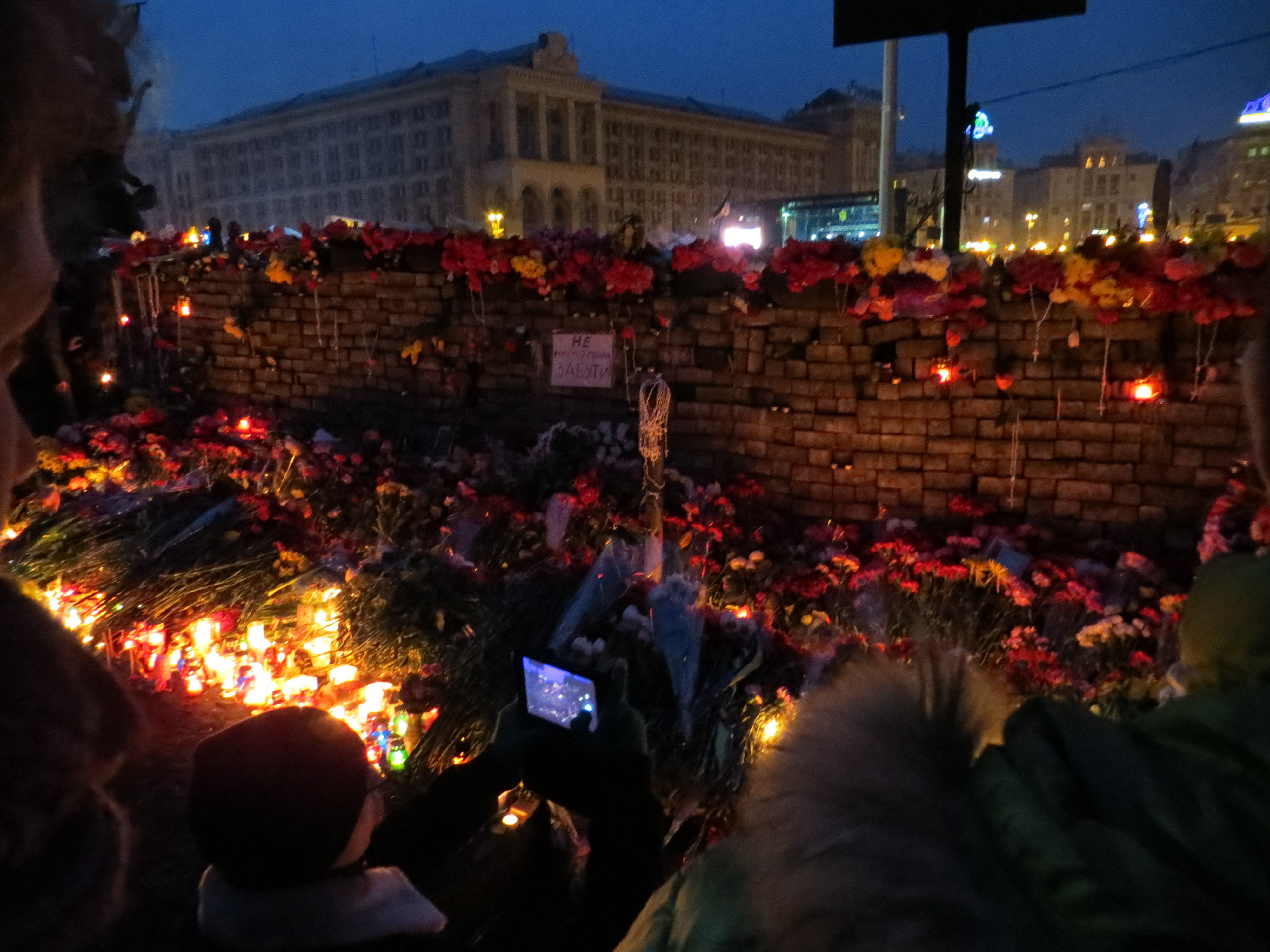
مراسم یادبود افراد کشته شده در جریان اعتراضات، کی‌یف، ۲۳ فوریه ۲۰۱۴.

در مجموع، ۱۰۸ معترض و ۱۳ افسر پلیس کشته شدند. بیشتر مرگ‌ها در ۱۸–۲۰ فوریه روی داد، اکثر کشته شدگان معترضان و کنش‌گران ضد دولتی بودند که توسط تک تیراندازان پلیس در اطراف خیابان اینسته توتسکا کشته شدند. تا ژوئن ۲۰۱۶، ۵۵ نفر در رابطه با این قتل‌ها متهم شدند، از جمله ۲۹ نفر از اعضای سابق برکوت، ۱۰ عضو تیتوشکی و ده مقام سابق دولتی. دفتر دادستانی کل گفت که تلاش‌ها برای محاکمه عاملان این قتل‌ها با مانع مواجه شده است زیرا بسیاری از متهمان از کشور گریخته‌اند و شواهد و مدارک نیز مفقود شده یا از بین رفته‌اند.
غیرنظامیانی که در انقلاب کشته شدند در اوکراین با عنوان «صد بهشتی» یا «دسته بهشتی» (اوکراینی: Небесна сотня, Nebesna sotnya) شناخته می‌شوند. هر سال در ۲۰ فوریه، که «روز صد قهرمان بهشتی» نامیده می‌شود بزرگداشتی برای آنها برگزار می‌شود.

## دخالت خارجی

### مداخله روسیه

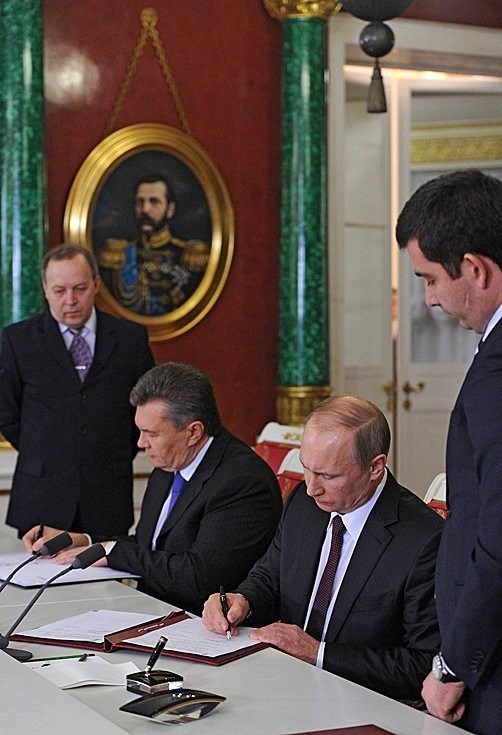
برنامه اقدام روسیه و اوکراین، ۱۷ دسامبر ۲۰۱۴

این تصور که یانوکوویچ در تلاش برای برقراری روابط نزدیکتر با روسیه است، نقش مهمی در اعتراضات داشت. یانوکوویچ پیشنهاد دریافت «کمک مالی» از روسیه به ارزش ۲ میلیارد دلار- ۲ میلیارد دلار از یک بسته ۱۵ میلیارد دلاری - را از روسیه پذیرفت و این به عنوان نشانه‌ای تعبیر شد که او به دنبال ایجاد روابط نزدیک با پوتین است. مقامات روسی بر دولت اوکراین فشار می‌آوردند تا اقدامات قاطعی برای سرکوب اعتراضات انجام دهد. ساعاتی پس از انتقال کمک ۲ میلیارد دلاری روسیه به اوکراین پلیس به معترضان یورومیدان حمله کرد. چندین مقام اروپایی روسیه را به تشدید خشونت در اوکراین متهم کردند.
در مصاحبه ای در ۲۰ فوریه، یک سرهنگ بازنشسته اداره اصلی اطلاعات روسیه (GRU) به نام الکساندر موسینکو، گفت که مناقشه تنها با زور قابل حل است و اوکراین ثابت کرده است که نمی‌تواند مانند یک کشور مستقل و با اقتدار عمل کند. بر اساس اسناد دولتی منتشر شده توسط معاون سابق وزیر کشور اوکراین، هنادی موسکال، مقامات روسی به دولت اوکراین در زمینه سرکوب معترضان مشاوره می‌دادند. بر اساس این اسناد قرار بود عملیاتی با اسم رمز «موج» و «بومرنگ» که شامل استفاده از تک تیراندازها برای متفرق کردن جمعیت و تصرف مقر معترضان واقع در خانه اتحادیه‌های کارگری کی‌یف بود به اجرا درآید. طبق این طرح قرار بود که ۲۲۰۰۰ افسر پلیس از واحدهای مختلف در این عملیات مشارکت داشته باشند. بر اساس این اسناد، معاون اول سابق اداره اصلی اطلاعات روسیه در هتل کی‌یف اقامت می‌کرد و به آماده‌سازی این عملیات کمک می‌کرد و از سرویس امنیتی اوکراین حقوق دریافت می‌کرد. به گزارش رویترز، صحت این اسناد قابل تأیید نیست. آرسن آواکوف وزیر کشور گفت که درگیری‌ها توسط یک شخص ثالث «غیر اوکراینی» تحریک شده است و تحقیقات در این زمینه ادامه دارد.
در ۲۱ فوریه، پس از سرکوب نافرجام معترضان که منجر به کشته شدن ۱۰۰ نفر شد، یانوکوویچ امتیازاتی به معترضان اعطا کرد. در پاسخ، دیمیتری مدودف، نخست‌وزیر روسیه گفت که یانوکوویچ باید به رفتار «بزدلانه‌اش» پایان دهد و در ادامه تهدید کرد که ممکن است اقساط بعدی وام ۱۵ میلیارد دلاری روسیه به اوکراین متوقف شود. سرگئی مارکوف، مشاور سیاسی روس، گفت: «روسیه هر کاری را که طبق قانون مجاز است انجام خواهد داد تا از به قدرت رسیدن [اپوزیسیون] جلوگیری کند.» در ۲۴ فوریه، وزارت خارجه روسیه بیانیه‌ای صادر کرد که در آن از اوکراینی‌ها خواست تا «افراطی‌هایی را که می‌خواهند به قدرت برسند سرکوب کنند». همچنین مدودف از به رسمیت شناختن دولت موقت اوکراین به عنوان دولت قانونی اوکراین امتناع کرد.
طی یک کنفرانس مطبوعاتی در ۳ آوریل ۲۰۱۴، وزیر کشور جدید، دادستان کل و رئیس ارشد سرویس امنیتی اوکراین اعلام کردند بیش از ۳۰ مأمور سرویس امنیت فدرال روسیه (FSB) در سرکوب معترضان دخیل بوده‌اند و گفتند آنها علاوه بر مشارکت در برنامه‌ریزی برای سرکوب معترضان، مقادیر زیادی مواد منفجره را به فرودگاهی در نزدیکی کی‌یف منتقل کرده بودند. والنتین نالیوایچنکو، رئیس موقت سرویس امنیتی اوکراین (SBU)، گفت که این مأموران در طول تظاهرات یورومیدان در کی‌یف و در یک مجتمع متعلق به اس بی یو اقامت داشته‌اند، همچنین «ارتباطات دولتی» به آنها ارائه داده می‌شد و به‌طور منظم با مقامات امنیتی اوکراین در تماس بوده‌اند. نالیوایچنکو گفت: «ما دلایل اثبات شده‌ای داریم تا بگوییم که این گروه‌ها که در یک محوطه آموزشی متعلق به اس بی یو مستقر بوده‌اند در برنامه‌ریزی و اجرای این عملیات به اصطلاح ضد تروریستی (در ۱۹ فوریه اس بی یو از آغاز عملیات ضد تروریستی علیه معترضان خبر داد) شرکت داشته‌اند.» او افزود، بازرسان مشخص کرده‌اند که الکساندر یاکیمنکو، رئیس سابق اس بی یو، گزارش‌هایی را از مأموران اف اس بی مستقر در اوکراین دریافت کرده است و یاکیمنکو چندین جلسه توجیهی با مأموران برگزار کرده است. اف بی اس این ادعاها را رد کرد و آن را «اتهامات بی اساس» خواند و از اظهار نظر بیشتر خودداری کردند.

### دخالت ایالات متحده
در دسامبر ۲۰۱۳، جان مک‌کین، سناتور جمهوری‌خواه، همراه با سناتور دموکرات کریس مورفی، با یاتسنیوک و تیاهنیبوک دیدار کردند و در جمع معترضان سخنرانی کردند مک‌کین در جمع معترضان گفت:
اوکراین اتحادیه اروپا را بهتر خواهد ساخت و این اتحادیه اوکراین را. ما به این خاطر اینجا هستیم که پروسه صلح آمیز و اعتراض صلح آمیز شما، برای کشور شما و جهان الهام بخش است. ما برای حمایت از هدف عادلانه شما اینجا هستیم، حق یک اوکراین با حاکمیت برای تصمیم‌گیری آزاد و مستقل در مورد سرنوشت اش، سرنوشتی که دنبال آن هستید در اروپا است. آنچه ما در تلاشیم انجام دهیم این است که یک انتقال [قدرت] مسالمت آمیز را در اینجا به وجود آوریم، که خشونت را متوقف کند و به مردم اوکراین چیزی بدهد که متأسفانه نداشته‌اند، با انقلاب‌های مختلفی که اتفاق افتاده است - یک جامعه واقعی. این یک انقلاب مردمی است – صلح‌آمیز بوده است، مگر زمانی که دولت سعی در سرکوب آن داشته باشد، و دولت تاکنون این کار را انجام نداده است. من توانایی و تمایل آنها [مردم] را برای نشان دادن مسالمت آمیز تغییرات [تغییراتی که مردم می‌خواهند] تمجید می‌کنم و فکر می‌کنم سزاوار این تمجید هستند. این مردم ایالات متحده آمریکا را دوست دارند، آنها آزادی را دوست دارند – و فکر نمی‌کنم شما این را چیزی جز حمایت سنتی ما از افرادی که خواهان جامعه آزاد و دموکراتیک هستند تلقی کنید.

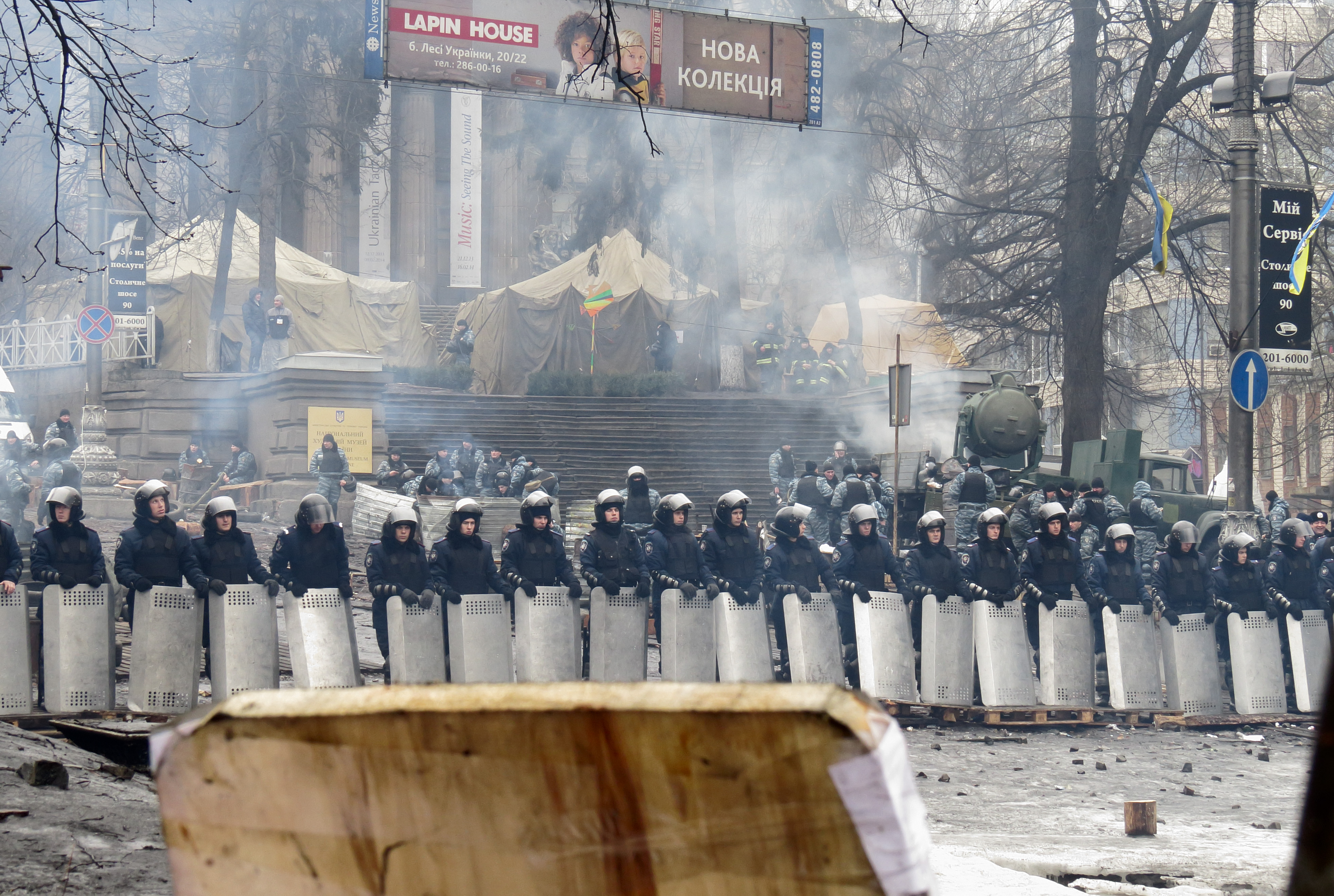
صفوف پلیس ضدشورش، کی‌یف، ۱۲ فوریه ۲۰۱۴.

ویکتوریا نولاند، دستیار وزیر امور خارجه ایالات متحده در امور اروپا و اوراسیا، از اعتراضات یورومیدان حمایت کرد. در دسامبر۲۰۱۳، او در سخنرانی در بنیاد ایالات متحده و اوکراین گفت که ایالات متحده از سال ۱۹۹۱ حدود ۵ میلیارد دلار برای ترویج دموکراسی در اوکراین هزینه کرده است. دولت روسیه با استناد به بیانیه نولاند مدعی شد که این بیانیه مدرکی مبنی بر سازماندهی انقلاب توسط ایالات متحده است. در فوریه ۲۰۱۴، مکالمه تلفنی بین نولاند و جفری پیات سفیر ایالات متحده در اوکراین فاش شد. نولاند و پیات در مورد اینکه چه کسانی باید در دولت جدید اوکراین حضور داشته باشد، بحث می‌کنند و نظر خود را در مورد برخی از شخصیت‌های سیاسی اوکراین بیان می‌کنند. جن ساکی، سخنگوی وزارت امور خارجه ایالات متحده، گفت که این گفتگو نباید به عنوان دلیلی برای تأثیرگذاری بر نتایج سیاسی تلقی شود او در ادامه گفت: نباید تعجب آور باشد که سیاستمداران دربارهٔ انقلاب و رهبری آینده اوکراین بحث و گفتگو کنند.